# Olympique lyonnais - AS Saint-Étienne en football
 (Janvier 2021).
En football, le match OL-ASSE ou ASSE-OL, selon l'équipe qui reçoit, est un derby marquant la confrontation entre deux clubs voisins, l'Olympique lyonnais et l'AS Saint-Étienne, considéré comme l'une des plus grandes rivalités en France.
Parfois appelé le « derby rhônalpin » ou, à tort, le « derby du Rhône » (Saint-Étienne n'étant ni dans le département du Rhône, ni à proximité immédiate du fleuve) par les journalistes, il est aussi bien souvent désigné tout simplement par le terme « Derby ». Il est en effet admis que dans la sphère du football local l'emploi du terme seul réfère à ce match. Il est empreint de symboles car il est souvent vu comme l'opposition de Saint-Étienne « la populaire » contre Lyon « la bourgeoise », et entre le club des années 1970 qu'est l'ASSE et celui des années 2000 qu'est l'OL.
À ce jour, cent vingt-six matchs ont mis aux prises les deux équipes (cent-quatorze en Ligue 1, quatre en Ligue 2, cinq en Coupe de France, un en Coupe Drago, un en Challenge des champions et un en Coupe de la Ligue). Ils ont donné lieu à quarante-sept victoires lyonnaises, trente-quatre nuls et quarante-cinq victoires stéphanoises.
La grande majorité des matchs de championnat a été effectuée dans le cadre du championnat de France de première division (appelé Ligue 1 depuis 2002), désignant la division d'élite suivant la saison considérée, à l'exception des saisons 1984-1985 et 1985-1986 durant lesquelles les deux clubs ont évolué ensemble en deuxième division.
Le dernier derby en date a été joué le 20 avril 2025, à l'occasion de la 30e journée de championnat 2024-2025, au stade Geoffroy-Guichard à Saint-Étienne (ASSE 2 - 1 OL).

## Origine de la rivalité
Une réelle rivalité sociale entre les deux villes semble ancrée de plusieurs siècles. Cette rivalité peut être expliquée par la proximité des deux villes distantes de 62 kilomètres (et 50 km à vol d'oiseau), leurs différences mais aussi par une histoire commune.
Dans l'histoire de la région, de manière assez systématique, les deux villes voisines se sont souvent retrouvées en position d'antagonisme :
- Saint-Étienne est la capitale du Jarez et du Forez, l'antique territoire du peuple gaulois des Ségusiaves, alliés de Rome avant même la fondation de la colonie de Vienne par César. La colonie romaine de Lyon fut fondée sur le territoire des Ségusiaves, vraisemblablement par les partisans de Pompée ayant fui Vienne lors des révoltes qui suivirent l'assassinat de Jules César.

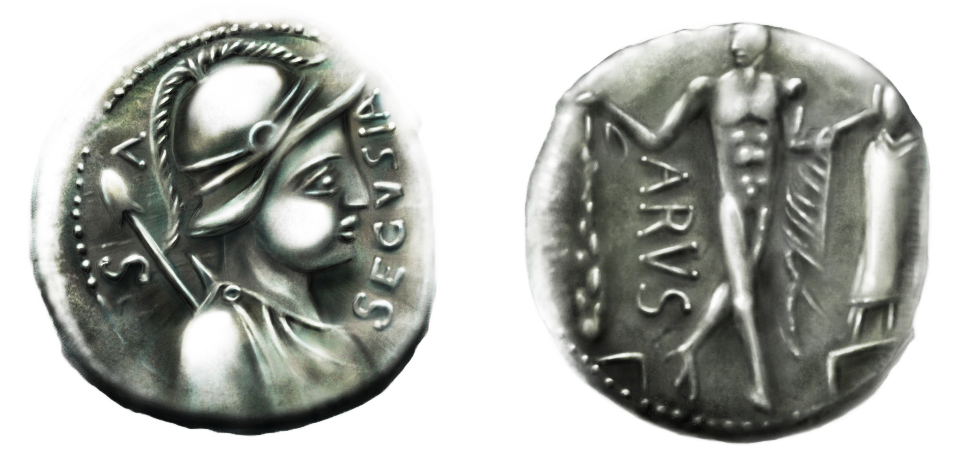
Monnayage ségusiave représentant Segeta-Seia (divinité des eaux de la Loire) et Arus (représentant les eaux de la Saône, génie de Lyon) - vers 43 av. J-C.
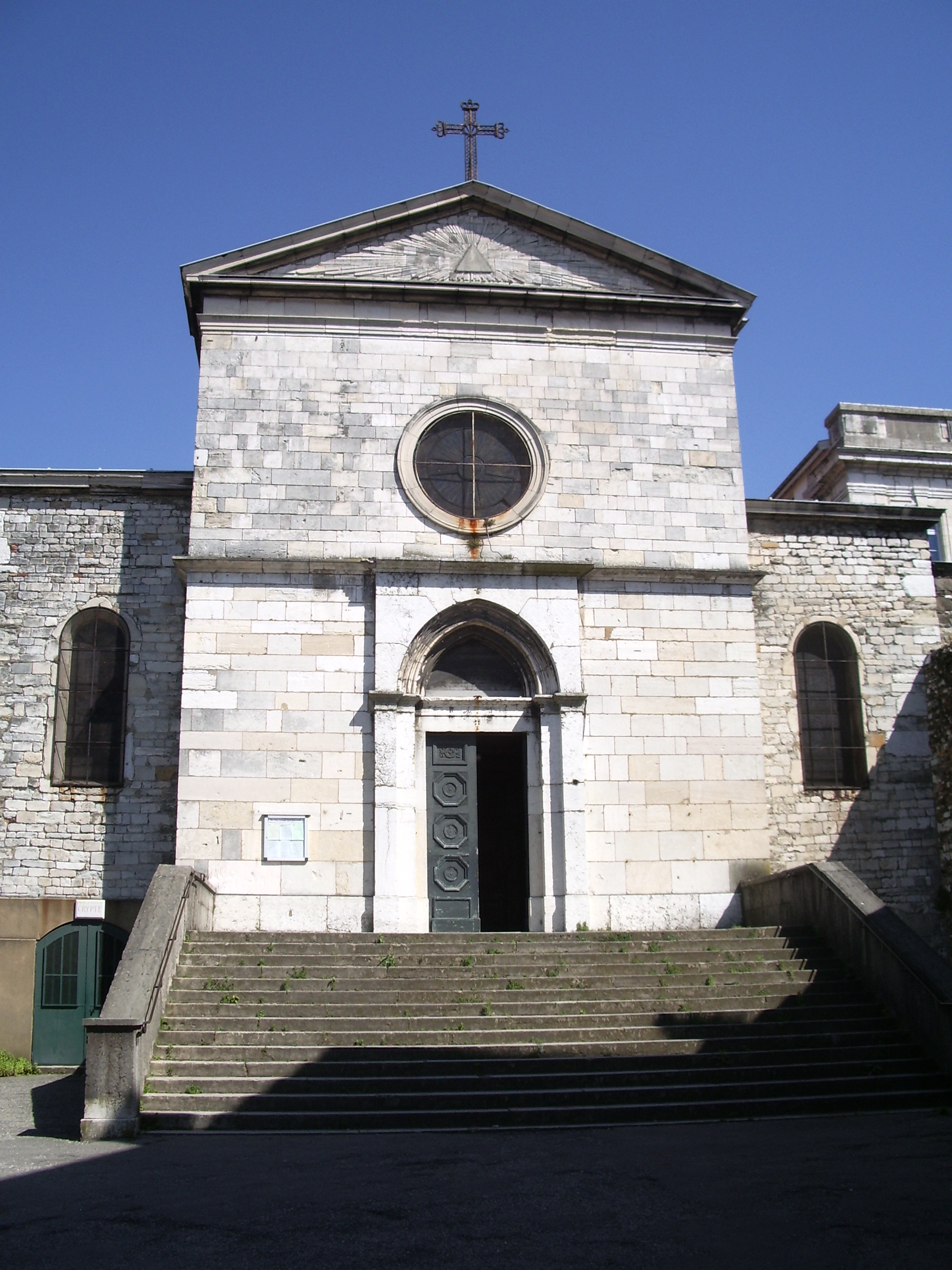
L'église Saint-Irénée de Lyon, antique nécropole romaine devenue le lieu de sépulture des comtes de Forez.

- Au Moyen Âge, l'histoire locale est marquée par l'opposition entre le comte de Forez (qui était initialement comte de Lyon) et l'archevêque de Lyon. Le Forez et le Jarez relèvent du roi de France, Lyon du Saint-Empire romain germanique jusqu'au rattachement de Lyon à la France en 1312. En 1158, les troupes de l'archevêque de Lyon sont écrasées par celles du comte de Forez lors de la bataille d'Yzeron. Le 6 avril 1362, le comte Louis d’Albon est tué lors de la bataille de Brignais en tentant de défendre Lyon contre les Tard-Venus.

Jusqu'en 1312, le Forez dépend de la couronne de France, et le Lyonnais du Saint-Empire
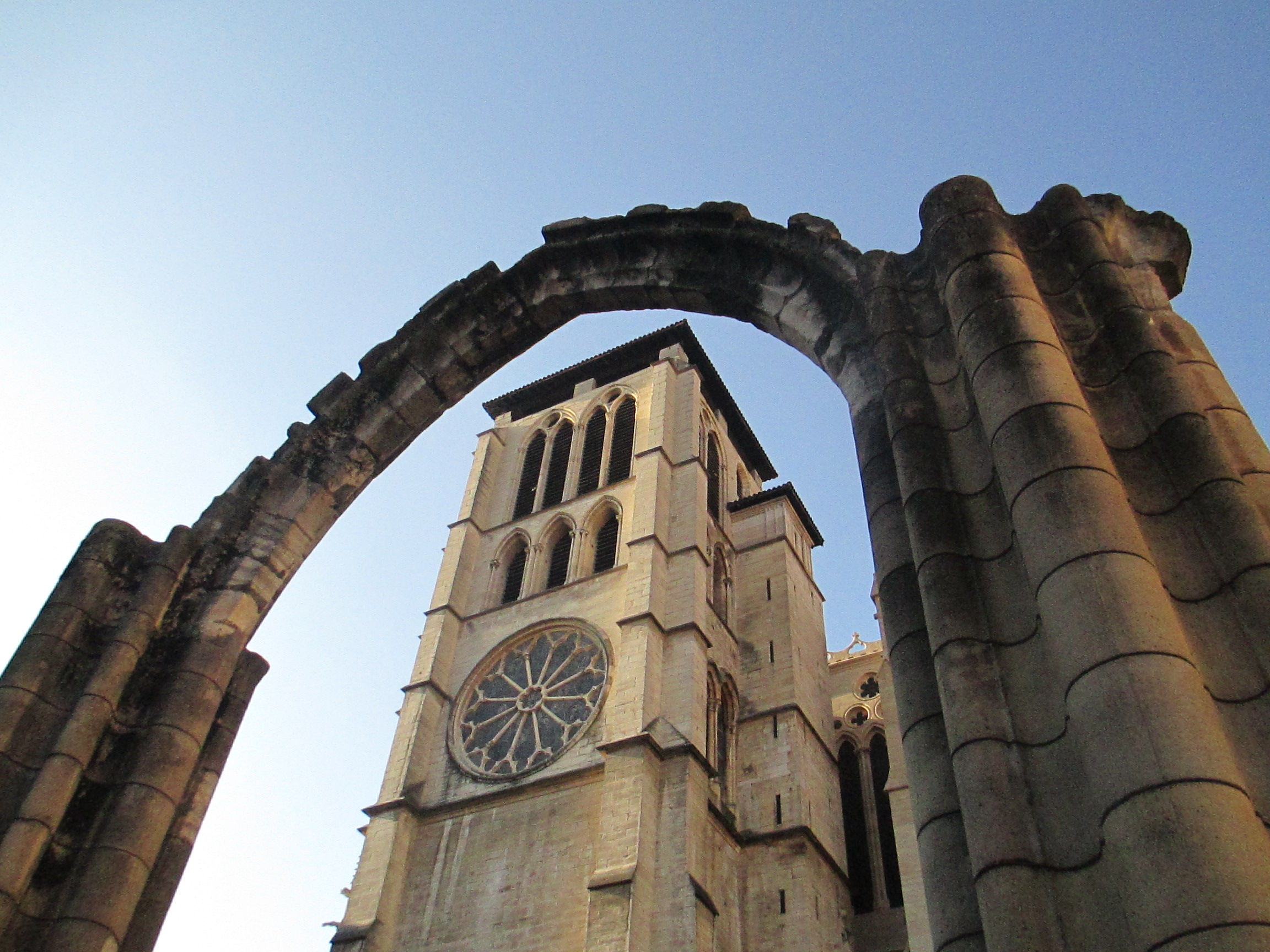
La cathédrale Saint-Jean vue à travers une des arches de l'ancienne église Saint-Étienne.
Armoiries des comtes de Lyon et de Forez retrouvées dans l'église Saint-Irénée de Lyon selon J.-M. de La Mure.
Armoiries des comtes de Forez : De gueules au dauphin d'or.
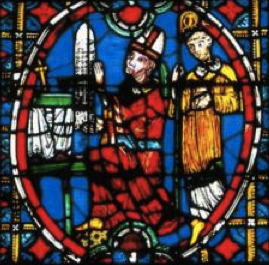
Vitrail de la primatiale Saint-Jean à Lyon représentant Renaud de Forez.
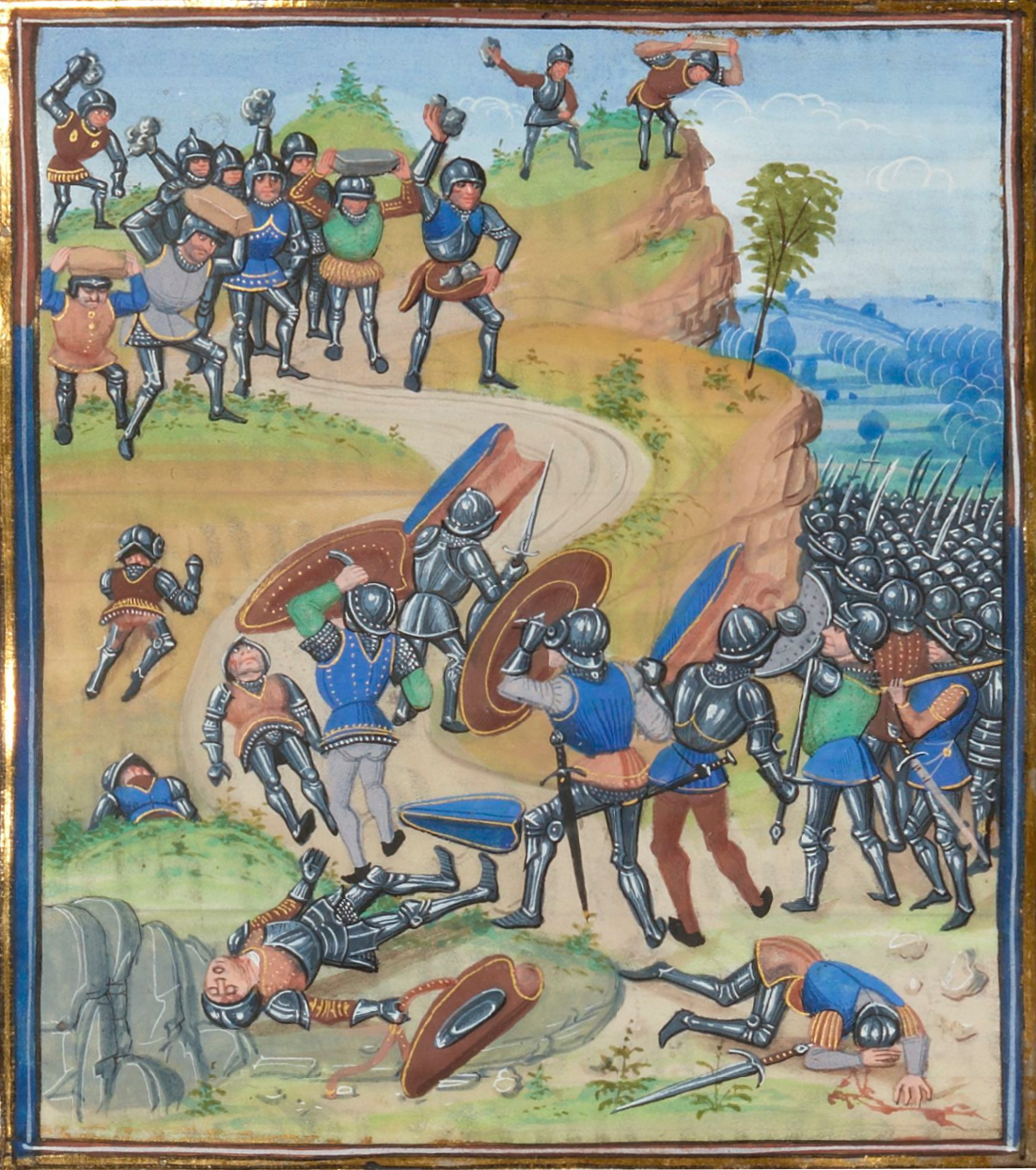
Bataille de Brignais (1362)

- Lors du soulèvement de Lyon contre la Convention les troupes fédéralistes occupent Saint-Étienne afin de faire taire l'opposition jacobine stéphanoise et de s'assurer le contrôle de la manufacture d'armes de Saint-Étienne. Le 28 août 1793, un soulèvement populaire chasse les Lyonnais de Saint-Étienne et du Forez. Les muscadins tirent au canon sur la chapelle Saint-Barbe où des habitants s'étaient retranchés. 
Le 9 octobre 1793, l'insurrection lyonnaise est matée grâce aux armes de la manufacture d'arme stéphanoise. Cet événement entraîne la partition de l'éphémère département de Rhône-et-Loire, qui fut scindé pour réduire les tensions nés de cet épisode et l'influence lyonnaise dans le bassin forezien. La scission donne naissance au département de la Loire dont Saint-Étienne devint la préfecture en 1855.

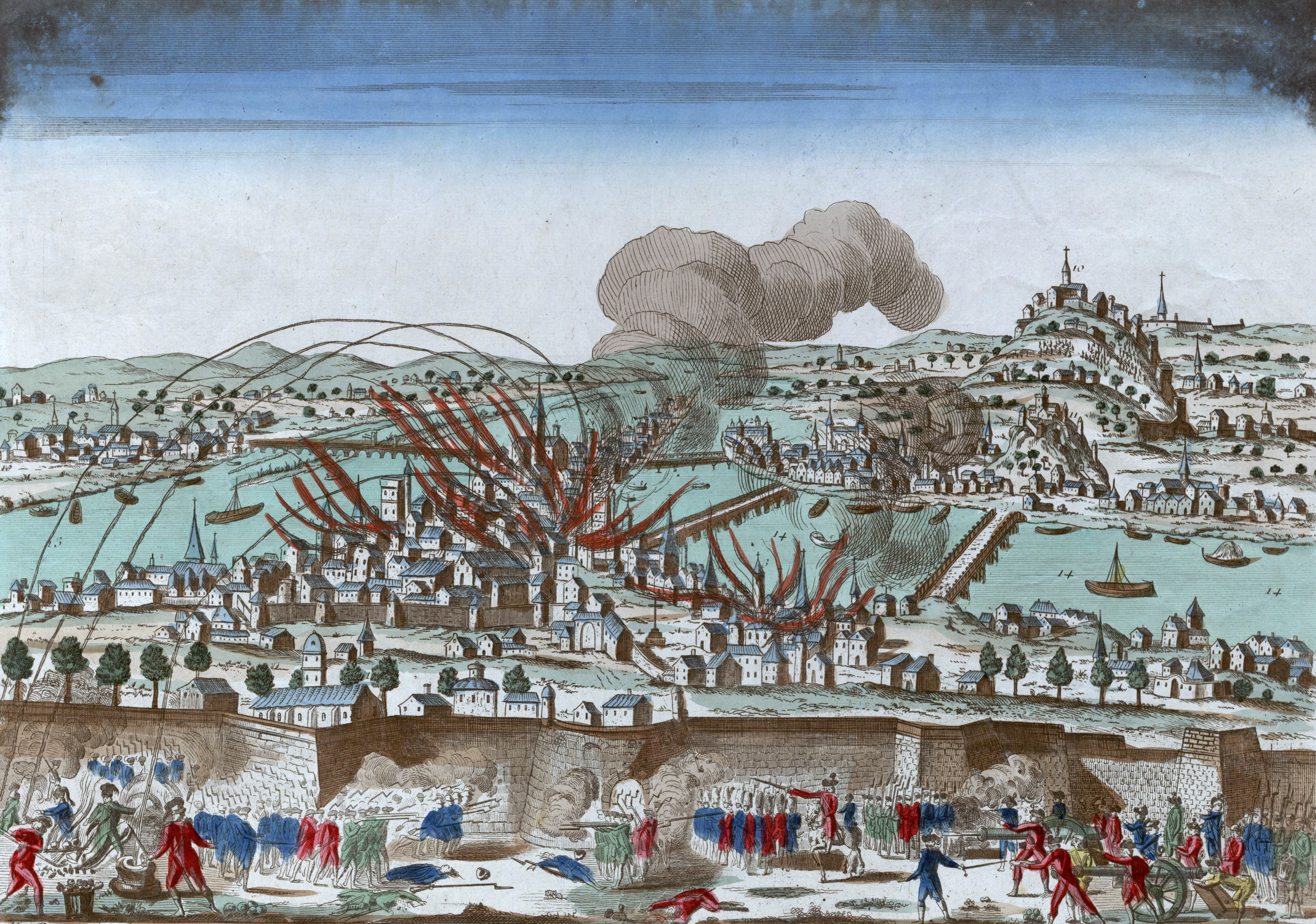
Siège de Lyon (1793)

Aujourd'hui, des différences entre les niveaux de revenus et de chômage restent visibles entre ces deux villes les plus peuplées de la région Auvergne-Rhône-Alpes. Saint-Étienne a en effet beaucoup souffert de la crise industrielle de la seconde moitié du XXe siècle, avec la perte d'environ 50 000 habitants entre 1968 et 2014, pour une ville moins grande que sa voisine. Toutefois, cette chute démographique est maintenant endiguée et la ville engage sa reconversion économique (notamment grâce au design). Si Lyon a également perdu des habitants lors de cette période, elle a cependant rebondi plus vite que Saint-Étienne. De plus, son statut de 3e ville de France la plus peuplée et de métropole régionale lui permet de mieux résister face aux aléas économiques.

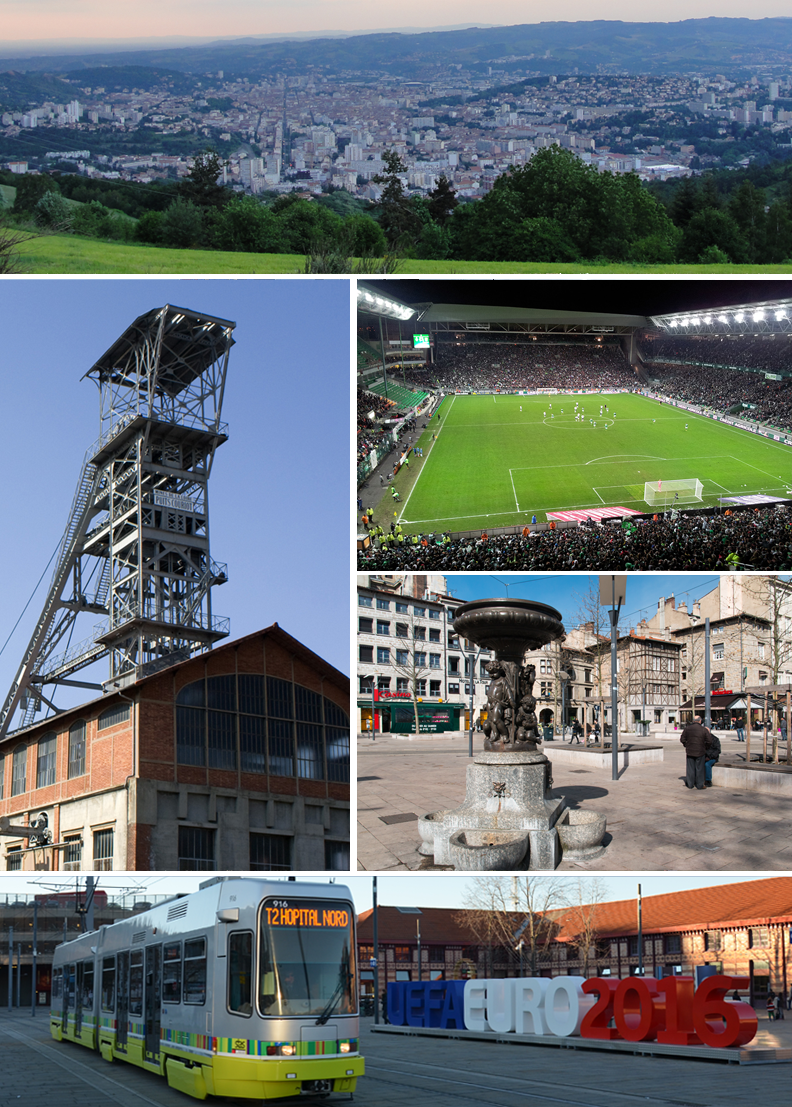
Saint-Étienne
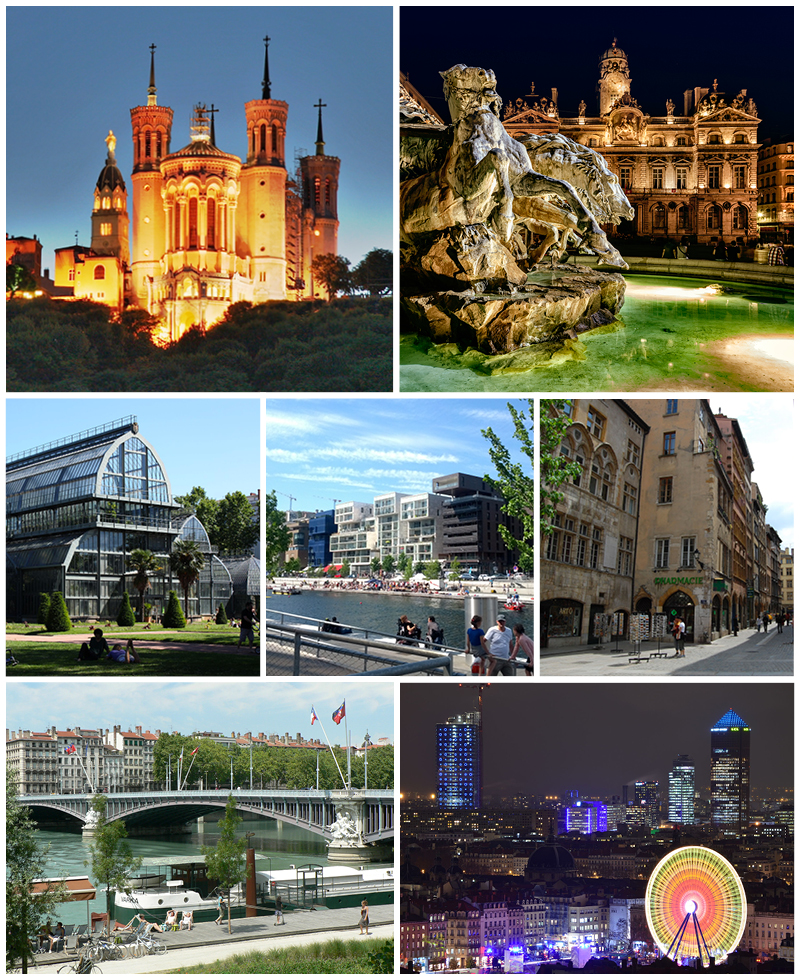
Lyon

Cette situation économico-sociale contribue à la représentation symbolique des deux villes : Lyon est réputée « bourgeoise » tandis que Saint-Étienne est plus « ouvrière et populaire ». Ainsi, les supporters de chaque équipe exaltent leurs valeurs propres. Chez les Stéphanois, les symboles tournent autour de l'exploitation de la mine, de la métallurgie et l'armurerie, de l'histoire ouvrière, de la solidarité et des luttes sociales. A Lyon, la recherche, le cinéma à travers les frères Lumière, la puissance politique et économique de la ville sont systématiquement évoqués.

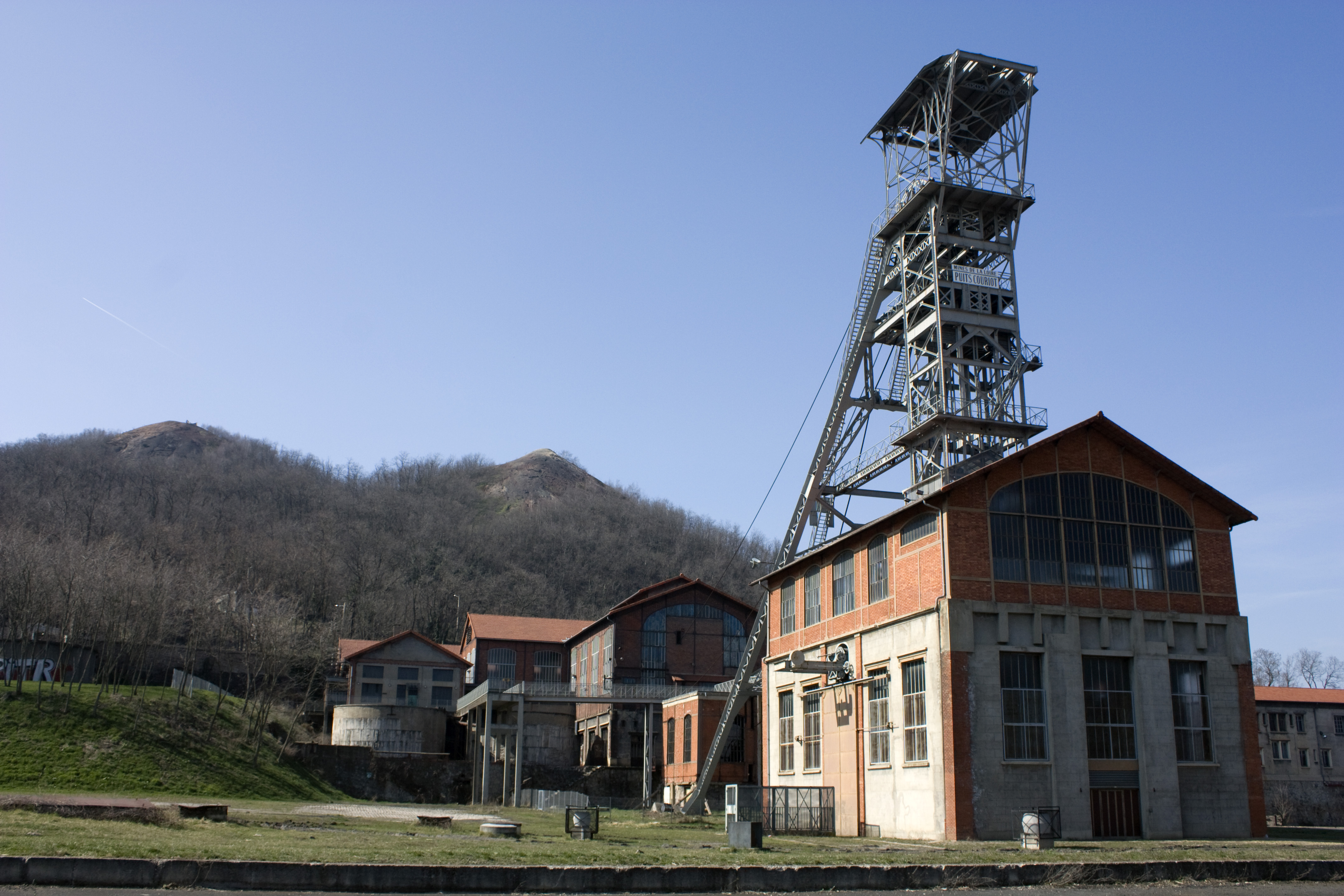
Chevalement du puits Couriot
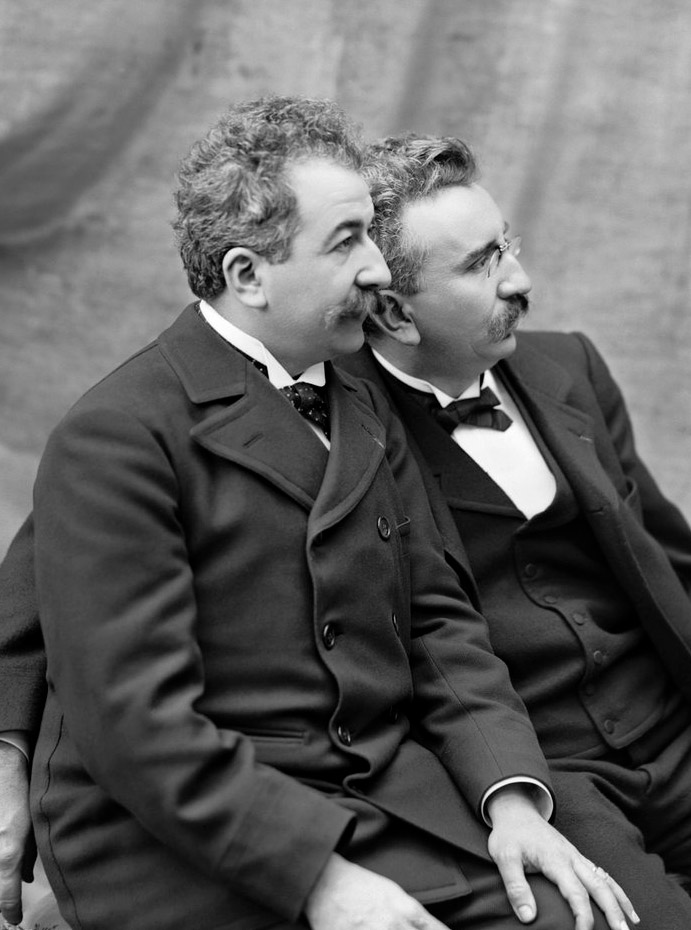
Auguste et Louis Lumière

En football, la distance entre ces deux villes est une des plus faibles pour deux clubs évoluant en Ligue 1 (actuellement, seule la distance séparant Monaco et Nice est moins élevée). Et en s’intéressant au palmarès, sur les clubs comptant au moins cinq titres de champions de France, il s'agit des deux clubs les plus proches géographiquement.
Les deux clubs ne se sont pas rencontrés dans les championnats d'avant-guerre, la première rencontre date du 28 octobre 1951.
En remportant dix titres de champion de France de 1957 à 1981, l'AS Saint-Étienne a dominé le football français durant les années 1960 et 1970. Depuis le début des années 2000 la tendance s'est inversée : l'Olympique lyonnais a remporté sept titres consécutifs de champion de France de 2002 à 2008 inclus, et a été vice-champion en 2001, 2010, 2015 et 2016. La rivalité entre les deux clubs s'est donc accentuée car les deux équipes ont dominé le football français à des époques différentes.
La presse française décrit souvent cette rencontre comme le seul vrai derby du championnat français,, dans le sens où c'est cette opposition qui ressemble le plus aux derbies du championnat anglais (bien qu'un derby au sens strict oppose deux clubs d'une même ville) mais aussi par opposition au classico PSG-OM, créé ex nihilo par Canal + et Bernard Tapie au début des années 90.

## La rivalité en dehors du terrain

### Dans les tribunes

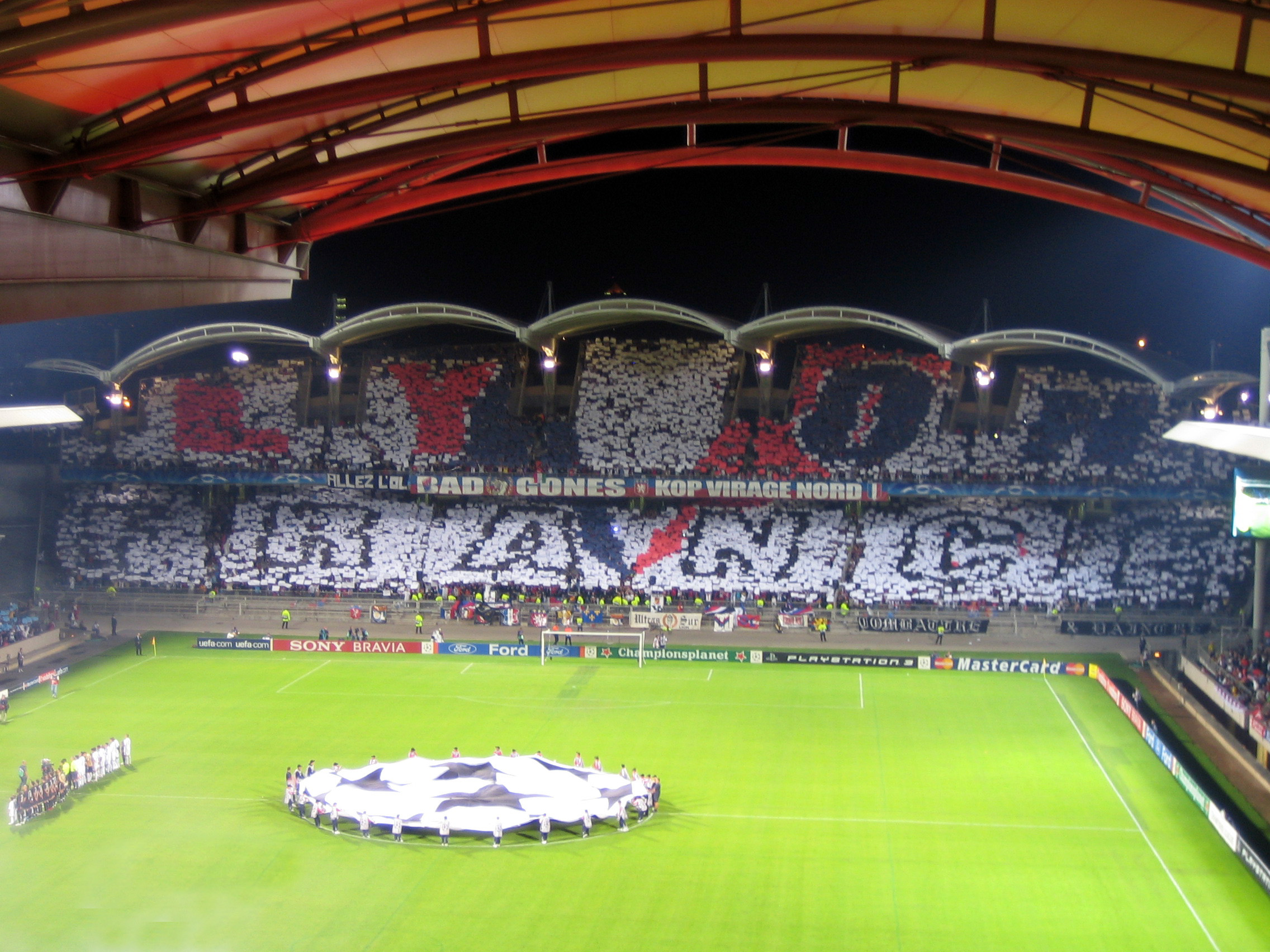
Stade de Gerland, à Lyon.

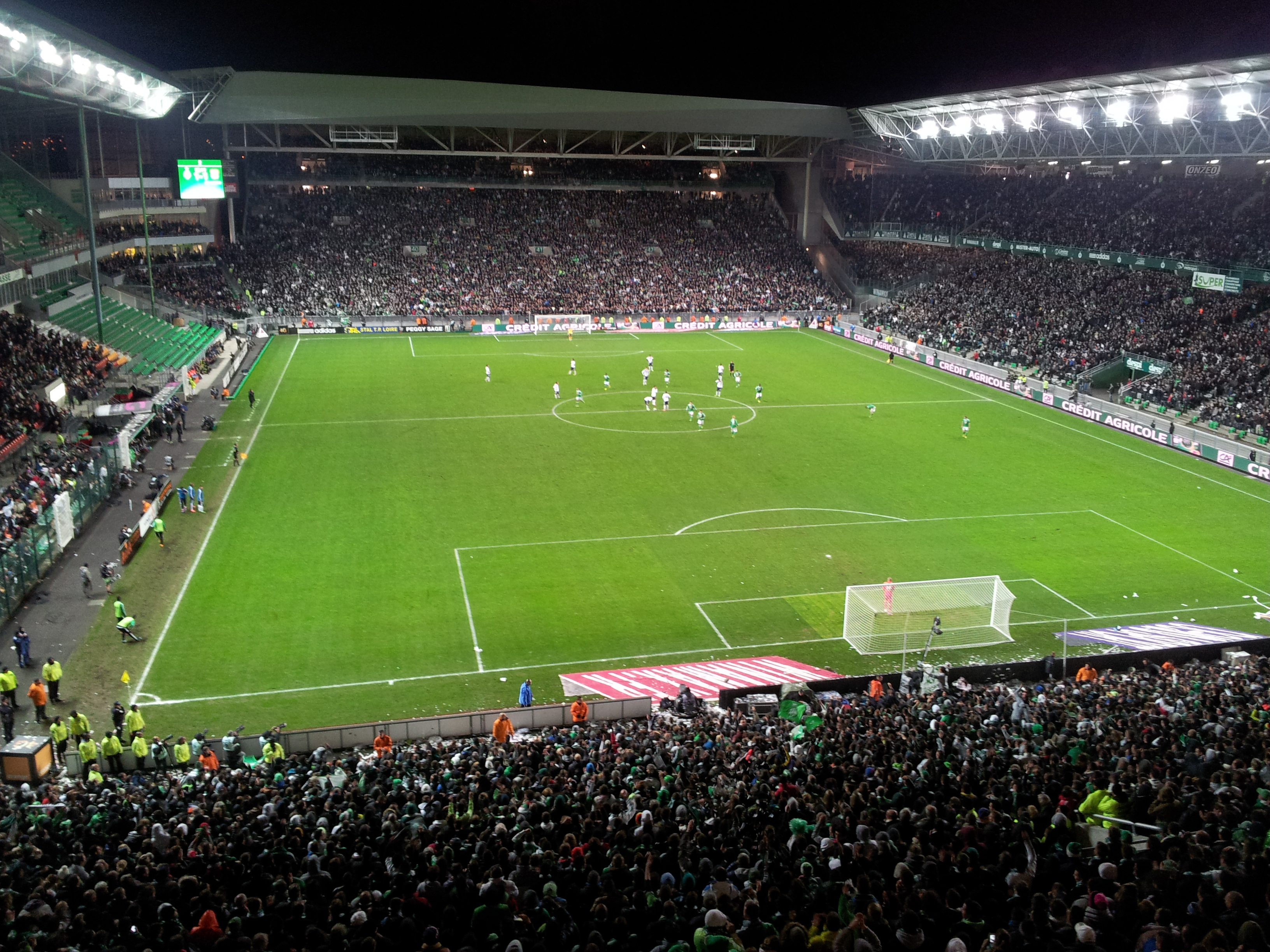
Stade Geoffroy-Guichard, à Saint-Étienne, durant le derby de novembre 2013.

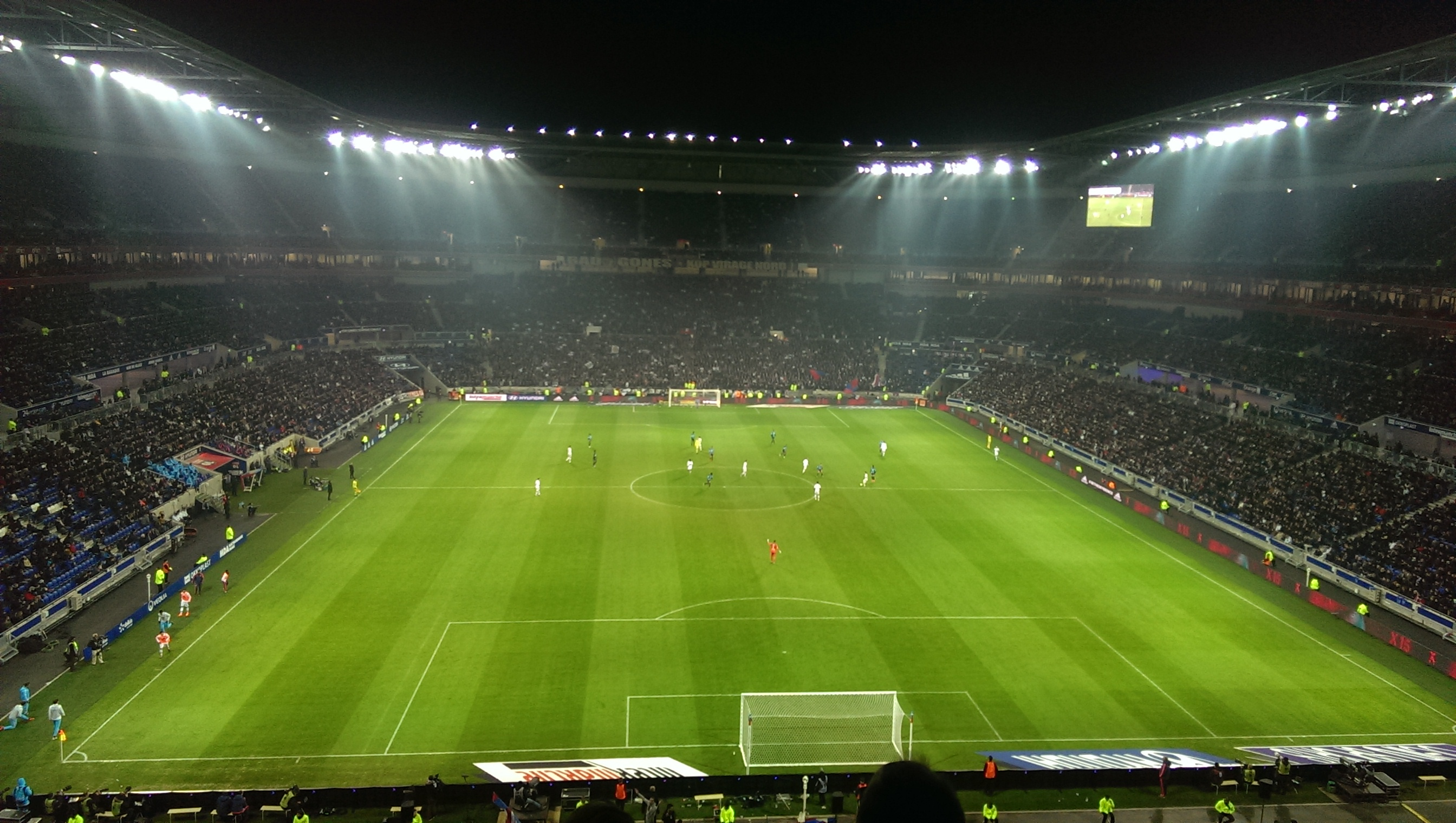
Groupama Stadium, à Décines-Charpieu.

La rivalité se retrouve dans de nombreux chants hostiles au club rival, chantés pour certains quel que soit le match, comme le chant lyonnais Emmenez-moi à Geoffroy-Guichard (sur l'air de Emmenez-moi de Charles Aznavour), chanté à la 42e minute de chaque match (le nombre 42 renvoyant à la Loire, département de Saint-Étienne) ; plusieurs joueurs de l'OL avaient d'ailleurs chanté ce chant hostile à l'ASSE au balcon de l'Hôtel de ville de Lyon au lendemain de leur victoire en Coupe de France en 2012, ce qui avait suscité une polémique. Des chants des supporters de l'AS Saint-Étienne entonnés dans la plupart des rencontres, comme le Nous, nous sommes les Stéphanois, où les deux kops se répondent, comprennent également des paroles à l'encontre du club voisin.
Les tifos et les banderoles sont une autre manière de montrer sa supériorité dans les tribunes, et de se moquer de l'adversaire. Au fil des derbies se succèdent les tifos exhortant les joueurs à vaincre l'adversaire, exacerbant les différences culturelles, historiques et économiques de leur ville, en opposition à l'autre.
Les banderoles permettent aussi de ridiculiser, parfois avec dérision. La mercantilisation du football, les valeurs de la ville, la faiblesse du public ou de l'équipe affrontée sont les thèmes les plus abordés. Elles ont une importance variable selon l'agressivité du message, et ont même engendré pour certaines des procédures judiciaires. En 2007, la banderole accompagnant un tifo des Magic Fans représentant les joueurs lyonnais en animaux de la savane disait : "la chasse est ouverte : tuez-les !". Le groupe ultra fut condamné à une amende de 500 euros avec sursis. Une banderole lyonnaise, pendant le derby en 2000, fit également polémique : "Les Gones inventaient le cinéma pendant que vos pères crevaient dans les mines". En 2007, une partie des supporters lyonnais brandissent au Stade de Gerland le message : "Stéphanois, ordures consanguines !".
Le cadre du derby dépasse les supporters puisqu'à la suite d'une défaite d'historique à domicile en 2010, le président de l'OL Jean-Michel Aulas a déclaré "Nous avons perdu contre Saint-Étienne pour la première fois depuis seize ans. Nous jouons en Ligue des champions alors que les Stéphanois la disputent sur Playstation." Une maxime qui lui vaudra un incident lors du match retour sur lequel il déclarera "J’ai eu peur que ça explose en plein vol, un peu comme Saint-Etienne ce soir".
Le derby est enfin émaillé de plusieurs incidents divers : bagarres (rarement pendant le match, à l'exception du derby de février 1993 à Gerland), échanges de projectiles, notamment lors de la saison 2006-2007 à Geoffroy-Guichard, dégradations en tous genres, malgré la sécurisation à outrance des stades depuis les années 2000. En 2011, plusieurs supporters de l'OL ont été condamnés à des peines d'amendes pour des dégradations sur des véhicules d'ultras stéphanois.
Pour la première fois le 10 novembre 2013, un derby se joue sans supporters des deux équipes. La préfecture de la Loire interdit en effet le déplacement des supporters de l'équipe lyonnaise à Geoffroy-Guichard par sécurité, décision confirmée en référé par le Conseil d'État,,,. Pour le match retour, le 30 mars 2014, un arrêté du ministère de l'Intérieur interdit le déplacement des supporters stéphanois à Gerland,.
À l'occasion de ces deux matchs, on pu s'apercevoir à quel point la tension entre les deux clubs dépassait largement le cadre des seules rivalités entre supporters. Avant le coup d'envoi du match aller au stade Geoffroy Guichard, Joël Bats, entraîneur des gardiens de l'OL, accroche une écharpe de son club dans les filets des cages faisant face à la tribune occupée par les Green Angels, provoquant l'ire de ceux-ci et l’intrusion d'un des membres de ce groupe sur la pelouse pour arracher cette écharpe. À l'issue de la victoire lyonnaise, des incidents physiques ont lieu dans le couloir menant aux vestiaires entre notamment Jean-Michel Aulas, président de l'OL, et Stéphane Ruffier, gardien de l'AS Saint-Étienne. Joël Bats sera suspendu pour 4 matchs et Stéphane Ruffier pour 2 matchs par la commission de discipline de la LFP.
À l'issue du match retour, les joueurs stéphanois victorieux célèbrent leur victoire devant le virage sud du stade de Gerland occupés par les supporters lyonnais et l'un d'eux fait intrusion sur la pelouse. Des incidents verbaux ont à nouveau lieu dans les vestiaires aboutissant à des suspensions de joueurs et de membres des staffs techniques de part et d'autre.
Pour le derby retour du 19 avril 2015 à Lyon, les supporters ne disposent que de 600 places pour tous les groupes de supporters. Finalement, ils refusent de faire le déplacement. Lors du match aller, 600 places avaient été affectés aux supporters lyonnais à Geoffroy-Guichard. Au cours du match face à Nantes le week-end précédent, les supporters stéphanois brandissent une banderole "600 places ne nous suffisent pas, nous ne sommes pas Lyonnais" pour protester contre cette décision, en référence au manque de ferveur des supporters lyonnais.
Symbole de l'influence des tribunes, le 27 janvier 2017, l'ancien Lyonnais Anthony Mounier s'engage sous forme de prêt avec option d'achat avec l'AS Saint-Étienne ; une partie des supporters stéphanois s'oppose alors vivement à son arrivée, le joueur ayant par le passé tenu des propos polémiques à l'encontre des Verts,. Le 26 janvier, avant même l'officialisation de son transfert, ces supporters avaient déployé des banderoles devant le stade Geoffroy-Guichard et le centre d'entraînement de l'Étrat indiquant « Mounier : nos couleurs ne seront jamais les tiennes ». L'attaquant a également reçu des menaces de mort de la part de certains ultras stéphanois et lyonnais, l'obligeant à revenir de Toulouse, où les Verts venaient de jouer, dans un avion différent de celui emprunté par l'effectif forézien, par précaution,,. Finalement, le 30 janvier, trois jours seulement après avoir paraphé son contrat, et sans que le joueur ait été inscrit sur la feuille du match contre le TFC, le club forézien annonce mettre un terme au prêt,. Durant le derby qui a lieu à domicile six jours plus tard, où les Verts l'emporteront sur le score de 2-0, les Magic Fans font passer un message aux dirigeants stéphanois à propos de cette « affaire Mounier » : « Celui qui insulte nos couleurs ne portera jamais notre maillot vert. Les valeurs sont l'identité de ce club ! Au lieu de nous faire porter le chapeau, assumez vos responsabilités ! ».
Le 29 février 2020, à la veille du derby au Groupama Stadium, des supporter stéphanois, interdits de déplacement le lendemain, décident de se rendre dans le centre-ville de Lyon. Une importante rixe éclate dans le quartier des Cordeliers, entre les Stéphanois et les Lyonnais. Six supporters stéphanois et trois lyonnais sont blessés dont plusieurs pris en charge par les secours à l’hôpital.

### Au cinéma
- Dans le film à sketches Les Onze Commandements (2004), réalisé par François Desagnat et Thomas Sorriaux, afin de mettre en œuvre le commandement Tu prendras un bide, Michaël Youn et ses acolytes se font passer pour des chanteurs stéphanois et entament, devant le Virage nord du stade de Gerland, Le lion est mort ce soir. La réaction espérée ne se fait pas attendre : le public lyonnais siffle et insulte les « chanteurs ».

## Les derbys entre l'OL et l'ASSE
- Victoire de l'OL
- Victoire de l'ASSE

### Années 1950
| Date             | N°  | Rencontre | Score | Compétition,               | Buteurs pour Lyon                  | Buteurs pour Saint-Étienne                   | Affluence, |
| ---------------- | --- | --------- | ----- | -------------------------- | ---------------------------------- | -------------------------------------------- | ---------- |
| 28 octobre 1951  | 1er | OL - ASSE | 4 - 2 | D1 (J11)                   | Woehl 23e, 36e, 83e ; Dupraz 63e   | Rijvers 44e ; Alpsteg 66e                    | 17 822     |
| 23 mars 1952     | 2e  | ASSE - OL | 1 - 0 | D1 (J28)                   |                                    | Alpsteg 32e                                  | 17 297     |
| 17 janvier 1954  | 3e  | OL - ASSE | 3 - 0 | Coupe de France (1/32e f.) | Genet 53e ; Ninel 77e ; Belver 81e |                                              | 27 192     |
| 28 novembre 1954 | 4e  | ASSE - OL | 4 - 2 | D1 (J16)                   | Fatton 5e, 19e                     | Mekhloufi 30e, 64e ; Ferry 61e ; Vernier 85e | 24 089     |
| 1er mai 1955     | 5e  | OL - ASSE | 1 - 1 | D1 (J33)                   | Ramon 47e                          | Vernier 56e                                  | 21 857     |
| 19 mai 1955      | 6e  | ASSE - OL | 4 - 0 | Coupe Drago (1/2 f.)       |                                    | Mekhloufi 5e, 39e ; N'Jo Léa 68e, 75e        | 13 896     |
| 2 octobre 1955   | 7e  | ASSE - OL | 0 - 1 | D1 (J07)                   | Ninel 49e                          |                                              | 25 435     |
| 22 janvier 1956  | 8e  | OL - ASSE | 2 - 1 | D1 (J21)                   | Fatton 3e ; Ramon 83e              | Ferry 40e                                    | 25 073     |
| 28 octobre 1956  | 9e  | OL - ASSE | 1 - 3 | D1 (J09)                   | Schultz 33e                        | N'Jo Léa 15e ; Mekhloufi 56e ; Lefèvre 65e   | 30 309     |
| 10 février 1957  | 10e | ASSE - OL | 3 - 2 | D1 (J23)                   | Fatton 52e ; Cossou 80e            | Mekloufi 4e ; Rijvers 19e ; N'Jo Léa 66e     | 28 103     |
| 3 novembre 1957  | 11e | ASSE - OL | 1 - 1 | D1 (J11)                   | Cossou 57e                         | Cristobal 79e                                | 29 175     |
| 23 mars 1958     | 12e | OL - ASSE | 0 - 2 | D1 (J28)                   |                                    | N'Jo Léa 73e, 75e                            | 22 251     |
| 11 novembre 1958 | 13e | OL - ASSE | 2 - 0 | D1 (J15)                   | Cossou 67e, 83e                    |                                              | 18 193     |
| 10 mai 1959      | 14e | ASSE - OL | 2 - 0 | D1 (J35)                   |                                    | Olekziak 20e ; Goujon 77e                    | 10 300     |
| 18 octobre 1959  | 15e | ASSE - OL | 2 - 1 | D1 (J12)                   | Salen 34e                          | Ferrier 2e ; Liron 60e                       | 19 734     |

### Années 1960
| Date              | N°  | Rencontre | Score | Compétition,               | Buteurs pour Lyon                            | Buteurs pour Saint-Étienne                                                               | Affluence, |
| ----------------- | --- | --------- | ----- | -------------------------- | -------------------------------------------- | ---------------------------------------------------------------------------------------- | ---------- |
| 10 avril 1960     | 16e | OL - ASSE | 0 - 0 | D1 (J33)                   |                                              |                                                                                          | 10 508     |
| 2 octobre 1960    | 17e | OL - ASSE | 2 - 2 | D1 (J08)                   | Combin 42e, 89e                              | Ferrier 64e, 73e                                                                         | 16 948     |
| 9 avril 1961      | 18e | ASSE - OL | 4 - 2 | D1 (J31)                   | Daniel 56e ; N'Jo Léa 62e                    | Rijvers 2e ; Balboa 5e ; Peyroche 6e, 85e                                                | 11 242     |
| 15 octobre 1961   | 19e | ASSE - OL | 2 - 0 | D1 (J12)                   |                                              | Faivre 43e ; Baulu 69e                                                                   | 19 691     |
| 25 mars 1962      | 20e | OL - ASSE | 4 - 0 | D1 (J30)                   | Di Nallo 25e, 82e ; Combin 54e ; Rambert 89e |                                                                                          | 12 664     |
| 22 septembre 1963 | 21e | OL - ASSE | 4 - 5 | D1 (J04)                   | Rambert 22e, 27e, 77e ; Rivoire 65e          | Mekloufi 8e, 72e ; Foix 17e ; Guy 83e, 85e                                               | 16 014     |
| 16 février 1964   | 22e | ASSE - OL | 2 - 1 | D1 (J22)                   | Rambert 55e                                  | Mekloufi 13e ; Degeorges 35e (csc)                                                       | 33 526     |
| 25 octobre 1964   | 23e | ASSE - OL | 6 - 0 | D1 (J09)                   |                                              | Salen 6e ; Heutte 22e, 42e ; Guy 64e ; Polak 76e (csc) ; Mekloufi 80e                    | 19 531     |
| 14 mars 1965      | 24e | OL - ASSE | 0 - 1 | D1 (J09)                   |                                              | Herbin 5e                                                                                | 26 386     |
| 3 octobre 1965    | 25e | OL - ASSE | 1 - 1 | D1 (J09)                   | Di Nallo 89e                                 | Revelli 80e                                                                              | 26 386     |
| 6 mars 1966       | 26e | ASSE - OL | 2 - 1 | D1 (J28)                   | Di Nallo 13e                                 | Herbin 56e ; N'Doumbé 80e                                                                | 17 254     |
| 2 octobre 1966    | 27e | OL - ASSE | 3 - 0 | D1 (J09)                   | Di Nallo 17e ; Rambert 73e ; Perrin 81e      |                                                                                          | 23 391     |
| 12 février 1967   | 28e | OL - ASSE | 2 - 0 | Coupe de France (1/16e f.) | Di Nallo 35e ; Rambert 88e                   |                                                                                          | 14 692     |
| 19 mars 1967      | 29e | ASSE - OL | 2 - 1 | D1 (J28)                   | Di Nallo 75e                                 | Revelli 66e ; Mekloufi 80e                                                               | 26 303     |
| 14 juin 1967      | 30e | ASSE - OL | 3 - 0 | Challenge des champions    |                                              | Revelli 18e, 74e ; Mekloufi 52e                                                          | 16 308     |
| 15 octobre 1967   | 31e | OL - ASSE | 1 - 1 | D1 (J10)                   | Bosquier 43e (csc)                           | Herbin 44e                                                                               | 27 795     |
| 17 mars 1968      | 32e | ASSE - OL | 1 - 1 | D1 (J27)                   | Di Nallo 27e                                 | Revelli 67e                                                                              | 26 593     |
| 20 octobre 1968   | 33e | ASSE - OL | 0 - 1 | D1 (J08)                   | Lekkak 60e                                   |                                                                                          | 25 681     |
| 23 mars 1969      | 34e | OL - ASSE | 1 - 2 | D1 (J24)                   | Guy 89e                                      | Keita 12e ; Revelli 68e                                                                  | 7 625      |
| 5 octobre 1969    | 35e | OL - ASSE | 1 - 7 | D1 (J09)                   | Perrin 87e                                   | Revelli 21e, 85e ; Gilbert Ravanello 34e (csc) ; Larqué 49e ; Polny 50e ; Keita 54e, 55e | 24 296     |

### Années 1970
| Date              | N°  | Rencontre | Score | Compétition,                            | Buteurs pour Lyon           | Buteurs pour Saint-Étienne                                   | Affluence, |
| ----------------- | --- | --------- | ----- | --------------------------------------- | --------------------------- | ------------------------------------------------------------ | ---------- |
| 15 mars 1970      | 36e | ASSE - OL | 6 - 0 | D1 (J25)                                |                             | Revelli 10e, 71e ; Bereta 24e, 54e ; Keita 59e ; Jacquet 80e | 14 572     |
| 3 octobre 1970    | 37e | ASSE - OL | 1 - 0 | D1 (J09)                                |                             | Keita 5e                                                     | 14 985     |
| 28 mars 1971      | 38e | OL - ASSE | 1 - 2 | D1 (J27)                                | Ravier 82e                  | Bereta 18e ; Revelli 69e                                     | 15 260     |
| 4 avril 1971      | 39e | ASSE - OL | 2 - 0 | Coupe de France (1/8e f., match aller)  |                             | Revelli 23e ; Keita 87e                                      | 20 098     |
| 9 avril 1971      | 40e | OL - ASSE | 3 - 0 | Coupe de France (1/8e f., match retour) | Di Nallo 21e, 47e, 113e     |                                                              | 22 973     |
| 13 octobre 1971   | 41e | OL - ASSE | 2 - 0 | D1 (J10)                                | Polny 9e (csc) ; Chiesa 38e |                                                              | 32 747     |
| 26 mars 1972      | 42e | ASSE - OL | 0 - 1 | D1 (J28)                                | Di Nallo 15e                |                                                              | 20 151     |
| 8 octobre 1972    | 43e | ASSE - OL | 1 - 1 | D1 (J10)                                | Ravier 38e                  | Jacquet 87e                                                  | 20 698     |
| 28 mars 1973      | 44e | OL - ASSE | 2 - 0 | D1 (J28)                                | Di Nallo 5e, 76e            |                                                              | 16 455     |
| 16 novembre 1973  | 45e | OL - ASSE | 0 - 0 | D1 (J16)                                |                             |                                                              | 28 754     |
| 19 avril 1974     | 46e | ASSE - OL | 2 - 0 | D1 (J34)                                |                             | Bereta 10e ; Revelli 79e                                     | 34 300     |
| 1er novembre 1974 | 47e | ASSE - OL | 1 - 0 | D1 (J14)                                |                             | Revelli 62e                                                  | 24 856     |
| 4 avril 1975      | 48e | OL - ASSE | 1 - 0 | D1 (J33)                                | Mariot 75e                  |                                                              | 21 820     |
| 25 octobre 1975   | 49e | OL - ASSE | 0 - 0 | D1 (J11)                                |                             |                                                              | 32 500     |
| 1er juin 1976     | 50e | ASSE - OL | 1 - 1 | D1 (J29)                                | Chiesa 70e                  | Sarramagna 77e                                               | 38 188     |
| 15 octobre 1976   | 51e | ASSE - OL | 1 - 1 | D1 (J10)                                | Lacombe 64e                 | Santini 13e (pen.)                                           | 23 486     |
| 23 mars 1977      | 52e | OL - ASSE | 0 - 2 | D1 (J28)                                |                             | Larqué 60e ; Rocheteau 85e                                   | 42 000     |
| 9 septembre 1977  | 53e | OL - ASSE | 2 - 2 | D1 (J07)                                | Gallice 8e ; Lacombe 12e    | Bathenay 73e ; Sarramagna 82e                                | 39 851     |
| 22 janvier 1978   | 54e | ASSE - OL | 1 - 0 | D1 (J25)                                |                             | Rocheteau 51e                                                | 17 484     |
| 18 août 1978      | 55e | OL - ASSE | 2 - 0 | D1 (J06)                                | Xuereb 82e ; Genet 84e      |                                                              | 37 081     |
| 17 décembre 1978  | 56e | ASSE - OL | 3 - 0 | D1 (J24)                                |                             | Lacombe 12e ; Rocheteau 14e ; Zimako 60e                     | 32 382     |
| 22 septembre 1979 | 57e | OL - ASSE | 0 - 0 | D1 (J09)                                |                             |                                                              | 28 915     |

### Années 1980
| Date              | N°  | Rencontre | Score | Compétition,      | Buteurs pour Lyon         | Buteurs pour Saint-Étienne                           | Affluence, |
| ----------------- | --- | --------- | ----- | ----------------- | ------------------------- | ---------------------------------------------------- | ---------- |
| 1er mars 1980     | 58e | ASSE - OL | 2 - 0 | D1 (J27)          |                           | Santini 10e ; Platini 51e                            | 16 947     |
| 9 septembre 1980  | 59e | OL - ASSE | 1 - 1 | D1 (J09)          | Xuereb 56e                | Zimako 44e                                           | 48 552     |
| 22 février 1981   | 60e | ASSE - OL | 3 - 2 | D1 (J26)          | Nikolic 35e ; Chiesa 46e  | Paganelli 15e ; Platini 34e ; Ferri 39e (csc)        | 23 357     |
| 12 septembre 1981 | 61e | ASSE - OL | 4 - 0 | D1 (J26)          |                           | Noguès 1re, 83e ; Platini 12e ; Nielsen 38e          | 23 357     |
| 20 février 1982   | 62e | OL - ASSE | 0 - 1 | D1 (J27)          | Zanon 8e                  |                                                      | 35 000     |
| 3 septembre 1982  | 63e | OL - ASSE | 2 - 1 | D1 (J05)          | Nikolic 6e ; Domergue 50e | Rep 28e                                              | 30 442     |
| 30 janvier 1983   | 64e | ASSE - OL | 1 - 0 | D1 (J23)          |                           | Roussey 47e (pen.)                                   | 13 484     |
| 28 septembre 1984 | 65e | ASSE - OL | 0 - 0 | D2 (grp. B) (J08) |                           |                                                      | 26 072     |
| 24 février 1985   | 66e | OL - ASSE | 1 - 5 | D2 (grp. B) (J23) | Fournier 90e              | Daniel 29e ; Ribar 46e, 51e ; Ferri 69e ; Diarte 75e | 26 785     |
| 30 août 1985      | 67e | OL - ASSE | 2 - 1 | D2 (grp. A) (J08) | Fournier 12e ; Durix 71e  | Daniel 33e                                           | 38 000     |
| 19 janvier 1986   | 68e | ASSE - OL | 1 - 0 | D2 (grp. A) (J24) |                           | Kurbos 47e                                           | 31 776     |
| 9 septembre 1989  | 69e | ASSE - OL | 1 - 0 | D1 (J09)          |                           | Gros 72e                                             | 40 412     |

### Années 1990
| Date              | N°  | Rencontre | Score | Compétition, | Buteurs pour Lyon             | Buteurs pour Saint-Étienne         | Affluence, |
| ----------------- | --- | --------- | ----- | ------------ | ----------------------------- | ---------------------------------- | ---------- |
| 25 février 1990   | 70e | OL - ASSE | 0 - 0 | D1 (J27)     |                               |                                    | 39 467     |
| 15 septembre 1990 | 71e | ASSE - OL | 0 - 1 | D1 (J09)     | Kastendeuch 80e (csc)         |                                    | 26 588     |
| 26 mars 1991      | 72e | OL - ASSE | 1 - 1 | D1 (J31)     | Garde 77e                     | Moravčík 62e                       | 37 131     |
| 6 octobre 1991    | 73e | OL - ASSE | 0 - 0 | D1 (J09)     |                               |                                    | 27 660     |
| 7 mars 1992       | 74e | ASSE - OL | 1 - 2 | D1 (J31)     | Garde 33e (pen.) ; Bursać 29e | Mendy 5e                           | 30 416     |
| 3 octobre 1992    | 75e | ASSE - OL | 0 - 0 | D1 (J09)     |                               |                                    | 41 970     |
| 26 février 1993   | 76e | OL - ASSE | 0 - 2 | D1 (J27)     |                               | Passi 66e ; Kastendeuch 75e (pen.) | 39 883     |
| 24 octobre 1993   | 77e | OL - ASSE | 1 - 0 | D1 (J15)     | Maurice 12e                   |                                    | 35 000     |
| 6 avril 1994      | 78e | ASSE - OL | 3 - 0 | D1 (J33)     |                               | Despeyroux 63e ; Mendy 77e 88e     | 16 588     |
| 23 septembre 1994 | 79e | ASSE - OL | 1 - 1 | D1 (J10)     | Gava 50e                      | Wohlfarth 86e                      | 35 722     |
| 4 mars 1995       | 80e | OL - ASSE | 1 - 0 | D1 (J28)     | Roy 41e                       |                                    | 42 741     |
| 30 septembre 1995 | 81e | OL - ASSE | 2 - 1 | D1 (J11)     | Assadourian 10e ; Maurice 13e | Sandjak 70e                        | 35 000     |
| 27 février 1996   | 82e | ASSE - OL | 1 - 1 | D1 (J29)     | Giuly 10e                     | Séchet 39e                         | 17 870     |
| 10 novembre 1999  | 83e | ASSE - OL | 1 - 1 | D1 (J15)     | Anderson 6e                   | Pédron 8e                          | 35 095     |

### Années 2000
| Date             | N°  | Rencontre | Score           | Compétition,               | Buteurs pour Lyon                                           | Buteurs pour Saint-Étienne | Affluence, |
| ---------------- | --- | --------- | --------------- | -------------------------- | ----------------------------------------------------------- | -------------------------- | ---------- |
| 14 avril 2000    | 84e | OL - ASSE | 0 - 0           | D1 (J31)                   |                                                             |                            | 39 218     |
| 6 septembre 2000 | 85e | ASSE - OL | 2 - 2           | D1 (J06)                   | Anderson 9e ; Marlet 41e                                    | Pédron 11e ; Potillon 50e  | 28 446     |
| 21 décembre 2000 | 86e | OL - ASSE | 2 - 1           | D1 (J22)                   | Anderson 4e ; Delmotte 90e                                  | Alex 71e                   | 38 959     |
| 10 février 2001  | 87e | OL - ASSE | 1 - 1 (4-3 tab) | Coupe de France (1/16e f.) | Loko 51e                                                    | Fellahi 59e                | 31 911     |
| 3 octobre 2004   | 88e | ASSE - OL | 2 - 3           | Ligue 1 (J09)              | Juninho 35e, 87e ; Govou 90e                                | Marin 47e ; Feindouno 60e  | 34 793     |
| 26 février 2005  | 89e | OL - ASSE | 3 - 2           | Ligue 1 (J27)              | Wiltord 45+2e ; Malouda 46e ; Frau 48e                      | Feindouno 56e ; Compan 89e | 38 915     |
| 11 décembre 2005 | 90e | ASSE - OL | 0 - 0           | Ligue 1 (J18)              |                                                             |                            | 35 352     |
| 30 avril 2006    | 91e | OL - ASSE | 4 - 0           | Ligue 1 (J36)              | Hellebuyck 8e (csc) ; Fred 38e ; Juninho 56e ; Pedretti 81e |                            | 39 081     |
| 14 octobre 2006  | 92e | OL - ASSE | 2 - 1           | Ligue 1 (J09)              | Tiago 67e ; Juninho 89e                                     | Hautcœur 67e               | 39 218     |
| 3 mars 2007      | 93e | ASSE - OL | 1 - 3           | Ligue 1 (J27)              | Källström 28e ; Tiago 36e ; Fred 46e                        | Gomis 79e                  | 35 201     |
| 26 août 2007     | 94e | OL - ASSE | 1 - 0           | Ligue 1 (J04)              | Benzema 54e                                                 |                            | 38 438     |
| 27 janvier 2008  | 95e | ASSE - OL | 1 - 1           | Ligue 1 (J23)              | Benzema 90+2e                                               | Gomis 45+2e                | 31 537     |
| 31 août 2008     | 96e | ASSE - OL | 0 - 1           | Ligue 1 (J04)              | Benzema 56e                                                 |                            | 34 704     |
| 1er février 2009 | 97e | OL - ASSE | 1 - 1           | Ligue 1 (J22)              | Juninho 53e                                                 | Mirallas 49e               | 38 590     |
| 31 octobre 2009  | 98e | ASSE - OL | 0 - 1           | Ligue 1 (J12)              | Gomis 83e                                                   |                            | 34 342     |

### Années 2010
| Date              | N°   | Rencontre | Score | Compétition,                   | Buteurs pour Lyon                                      | Buteurs pour Saint-Étienne                  | Affluence, |
| ----------------- | ---- | --------- | ----- | ------------------------------ | ------------------------------------------------------ | ------------------------------------------- | ---------- |
| 13 mars 2010      | 99e  | OL - ASSE | 1 - 1 | Ligue 1 (J28)                  | Lisandro 79e                                           | Rivière 38e                                 | 36 199     |
| 25 septembre 2010 | 100e | OL - ASSE | 0 - 1 | Ligue 1 (J07)                  |                                                        | Payet 75e                                   | 39 408     |
| 12 février 2011   | 101e | ASSE - OL | 1 - 4 | Ligue 1 (J23)                  | Gomis 28e ; Sall 40e (csc) ; Bastos 69e ; Briand 90+1e | Bocanegra 13e                               | 34 686     |
| 26 octobre 2011   | 102e | ASSE - OL | 1 - 2 | Coupe de la Ligue (1/8e de f.) | Briand 40e ; Bastos 72e (pen.)                         | Aubameyang 82e                              | 26 127     |
| 29 octobre 2011   | 103e | OL - ASSE | 2 - 0 | Ligue 1 (J12)                  | Briand 82e ; Gourcuff 90+1e                            |                                             | 38 982     |
| 17 mars 2012      | 104e | ASSE - OL | 0 - 1 | Ligue 1 (J28)                  | Gomis 80e                                              |                                             | 26 210     |
| 9 décembre 2012   | 105e | ASSE - OL | 0 - 1 | Ligue 1 (J16)                  | Bastos 65e                                             |                                             | 26 579     |
| 28 avril 2013     | 106e | OL - ASSE | 1 - 1 | Ligue 1 (J34)                  | Gourcuff 55e                                           | Zouma 29e                                   | 38 845     |
| 10 novembre 2013  | 107e | ASSE - OL | 1 - 2 | Ligue 1 (J13)                  | Lacazette 48e ; Briand 90+3e                           | Hamouma 65e                                 | 37 768     |
| 30 mars 2014      | 108e | OL - ASSE | 1 - 2 | Ligue 1 (J31)                  | Lacazette 39e                                          | Erding 28e ; Gradel 74e                     | 36 822     |
| 30 novembre 2014  | 109e | ASSE - OL | 3 - 0 | Ligue 1 (J15)                  |                                                        | Sall 18e ; Van Wolfswinkel 40e ; Cohade 68e | 36 004     |
| 19 avril 2015     | 110e | OL - ASSE | 2 - 2 | Ligue 1 (J33)                  | Njie 24e ; Jallet 48e                                  | Gradel 31e (pen.) ; Hamouma 45e             | 37 715     |
| 8 novembre 2015   | 111e | OL - ASSE | 3 - 0 | Ligue 1 (J13)                  | Lacazette 41e, 59e, 90+3e                              |                                             | 38 752     |
| 17 janvier 2016   | 112e | ASSE - OL | 1 - 0 | Ligue 1 (J21)                  |                                                        | Søderlund 76e                               | 36 503     |
| 2 octobre 2016    | 113e | OL - ASSE | 2 - 0 | Ligue 1 (J08)                  | Darder 41e ; Ghezzal 89e                               |                                             | 57 050     |
| 5 février 2017    | 114e | ASSE - OL | 2 - 0 | Ligue 1 (J23)                  |                                                        | Monnet-Paquet 9e ; Hamouma 23e              | 37 029     |
| 5 novembre 2017   | 115e | ASSE - OL | 0 - 5 | Ligue 1 (J12)                  | Depay 11e ; Fekir 25e, 84e ; Mariano 58e ; Traoré 65e  |                                             | 38 993     |
| 25 février 2018   | 116e | OL - ASSE | 1 - 1 | Ligue 1 (J27)                  | Mariano 19e                                            | Debuchy 90e                                 | 58 069     |
| 23 novembre 2018  | 117e | OL - ASSE | 1 - 0 | Ligue 1 (J14)                  | Denayer 62e                                            |                                             | 55 701     |
| 20 janvier 2019   | 118e | ASSE - OL | 1 - 2 | Ligue 1 (J21)                  | Fekir 65e (pen.) ; Dembélé 90+5e                       | Hamouma 21e                                 | 41 594     |
| 6 octobre 2019    | 119e | ASSE - OL | 1 - 0 | Ligue 1 (J09)                  |                                                        | Berić 90e                                   | 34 071     |

### Années 2020
| Date             | N°   | Rencontre | Score | Compétition,  | Buteurs pour Lyon                                        | Buteurs pour Saint-Étienne | Affluence, |
| ---------------- | ---- | --------- | ----- | ------------- | -------------------------------------------------------- | -------------------------- | ---------- |
| 1er mars 2020    | 120e | OL - ASSE | 2 - 0 | Ligue 1 (J27) | Dembélé 25e, 90+6e (pen.)                                |                            | 52 772     |
| 8 novembre 2020  | 121e | OL - ASSE | 2 - 1 | Ligue 1 (J10) | Kadewere 65e, 74e                                        | Lopes 40e (csc)            | Huis clos  |
| 24 janvier 2021  | 122e | ASSE - OL | 0 - 5 | Ligue 1 (J21) | Kadewere 16e, 68e ; Marcelo 36e, 59e ; Bouanga 82e (csc) |                            | Huis clos  |
| 3 octobre 2021   | 123e | ASSE - OL | 1 - 1 | Ligue 1 (J9)  | Aouar 42e                                                | Khazri 90+5e (pen.)        | 33 642     |
| 21 janvier 2022  | 124e | OL - ASSE | 1 - 0 | Ligue 1 (J22) | Dembélé 15e (pen.)                                       |                            | 5 000      |
| 10 novembre 2024 | 125e | OL - ASSE | 1 - 0 | Ligue 1 (J11) | Lacazette 29e                                            |                            | 58 082     |
| 20 avril 2025    | 126e | ASSE - OL | 2 - 1 | Ligue 1 (J30) | Tessmann 76e                                             | Stassin 10e 67e            | 40 372     |

## Bilan des confrontations

### Bilan général

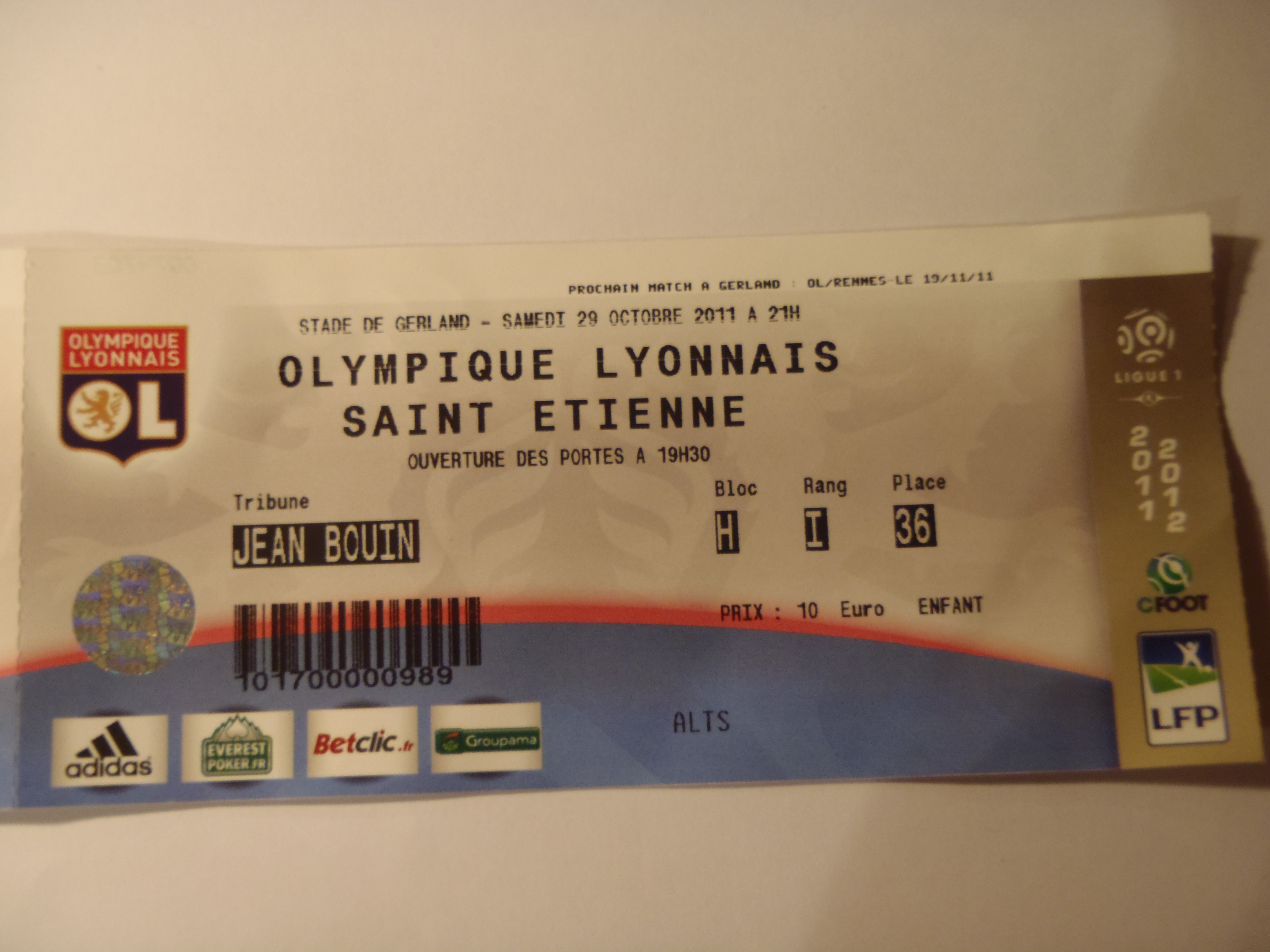
Billet pour le derby du 29 octobre 2011, au stade de Gerland.

Au 20 avril 2025
| Compétition             | Compétition             | Matchs | Équipe victorieuse | Équipe victorieuse | Équipe victorieuse | Buts marqués | Buts marqués |
| Compétition             | Compétition             | Matchs | OL                 | Match nul          | ASSE               | OL           | ASSE         |
| ----------------------- | ----------------------- | ------ | ------------------ | ------------------ | ------------------ | ------------ | ------------ |
| Championnat             | Ligue 1                 | 114    | 42                 | 32                 | 40                 | 136          | 141          |
| Championnat             | Ligue 2                 | 4      | 1                  | 1                  | 2                  | 3            | 7            |
| Coupe de France         | Coupe de France         | 5      | 3                  | 1                  | 1                  | 9            | 3            |
| Coupe Drago             | Coupe Drago             | 1      | 0                  | 0                  | 1                  | 0            | 4            |
| Challenge des champions | Challenge des champions | 1      | 0                  | 0                  | 1                  | 0            | 3            |
| Coupe de la Ligue       | Coupe de la Ligue       | 1      | 1                  | 0                  | 0                  | 2            | 1            |
| Total                   | Total                   | 126    | 47                 | 34                 | 45                 | 151          | 159          |

### Bilan par stade

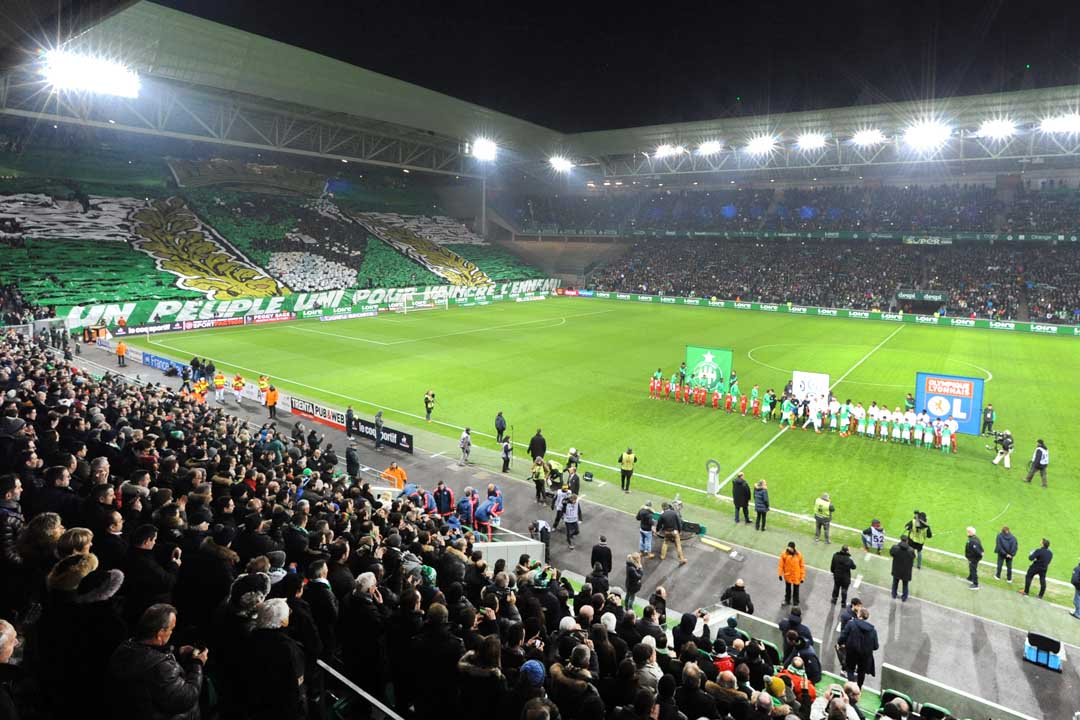
Le derby ASSE-OL du 16 janvier 2016, au stade Geoffroy-Guichard.

À l'exception du match du 12 février 1967, qui s'est déroulé au Parc des Sports d'Annecy, toutes les rencontres entre 1951 et 2015 ont eu lieu au stade de Gerland à Lyon ou au stade Geoffroy-Guichard à Saint-Étienne. À partir de janvier 2016, l'OL évolue à domicile au Parc Olympique lyonnais (appelé par la suite Groupama Stadium) à Décines-Charpieu ; le premier derby dans l'enceinte a lieu le 2 octobre 2016, lors de la saison 2016-2017.
Au 20 avril 2025, toutes compétitions confondues
| Stade                                      | Matchs | Équipe victorieuse | Équipe victorieuse | Équipe victorieuse | Buts marqués | Buts marqués |
| Stade                                      | Matchs | OL                 | Match nul          | ASSE               | OL           | ASSE         |
| ------------------------------------------ | ------ | ------------------ | ------------------ | ------------------ | ------------ | ------------ |
| Gerland (Lyon)                             | 55     | 23                 | 19                 | 13                 | 78           | 60           |
| Groupama Stadium (Lyon / Décines-Charpieu) | 7      | 6                  | 1                  | 0                  | 10           | 2            |
| Geoffroy-Guichard (Saint-Étienne)          | 63     | 17                 | 14                 | 32                 | 61           | 97           |
| Terrain neutre                             | 1      | 1                  | 0                  | 0                  | 2            | 0            |
| Total                                      | 126    | 47                 | 34                 | 45                 | 151          | 159          |

### Bilan par décennie
Au 20 avril 2025, toutes compétitions confondues

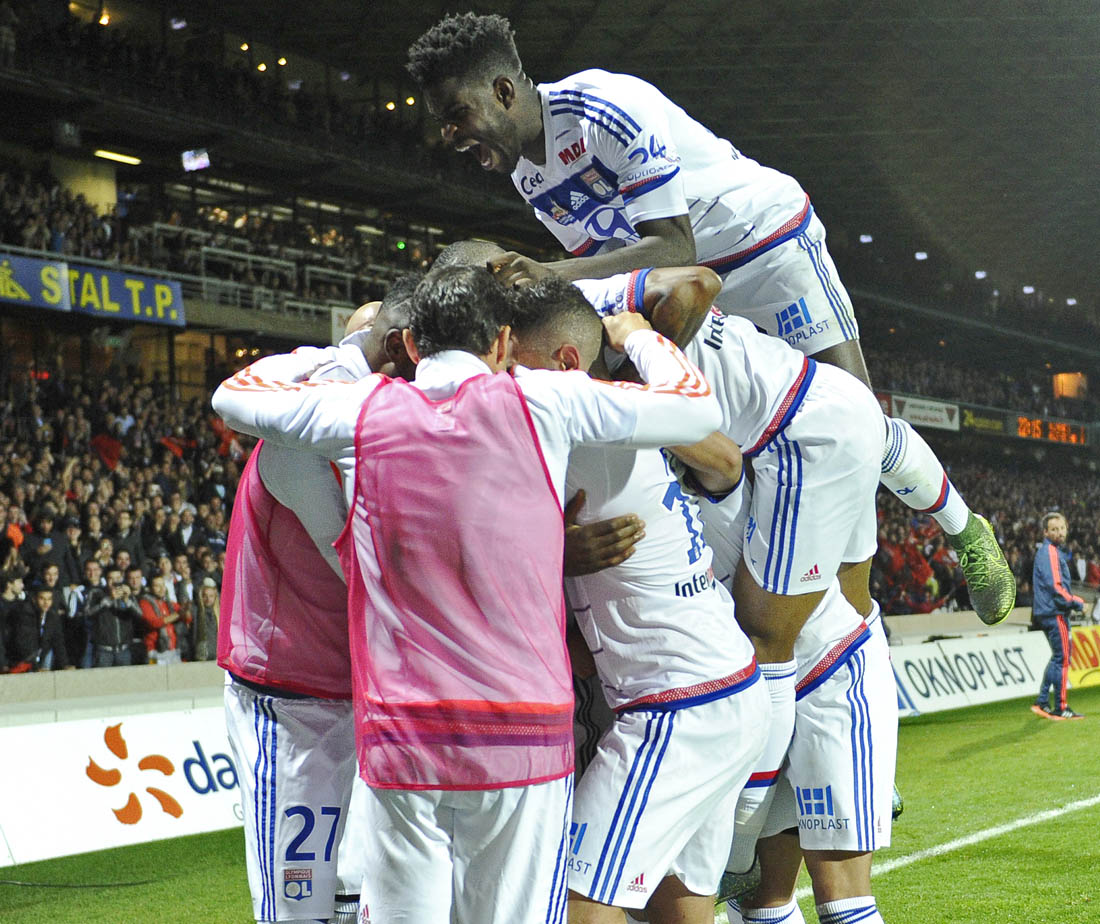
Les joueurs lyonnais célébrant un but lors du dernier derby au stade de Gerland, le 8 novembre 2015.

| Décennie    | Matchs | Équipe victorieuse | Équipe victorieuse | Équipe victorieuse | Buts marqués | Buts marqués |
| Décennie    | Matchs | OL                 | Match nul          | ASSE               | OL           | ASSE         |
| ----------- | ------ | ------------------ | ------------------ | ------------------ | ------------ | ------------ |
| Années 1950 | 15     | 5                  | 2                  | 8                  | 20           | 26           |
| Années 1960 | 20     | 4                  | 5                  | 11                 | 26           | 41           |
| Années 1970 | 22     | 6                  | 7                  | 9                  | 17           | 25           |
| Années 1980 | 12     | 2                  | 2                  | 8                  | 8            | 21           |
| Années 1990 | 14     | 5                  | 7                  | 2                  | 11           | 11           |
| Années 2000 | 15     | 9                  | 6                  | 0                  | 25           | 12           |
| Années 2010 | 21     | 11                 | 4                  | 6                  | 31           | 19           |
| Années 2020 | 7      | 5                  | 1                  | 1                  | 13           | 4            |
| Total       | 126    | 47                 | 34                 | 45                 | 151          | 159          |

### Synthèse graphique des victoires et matchs nuls

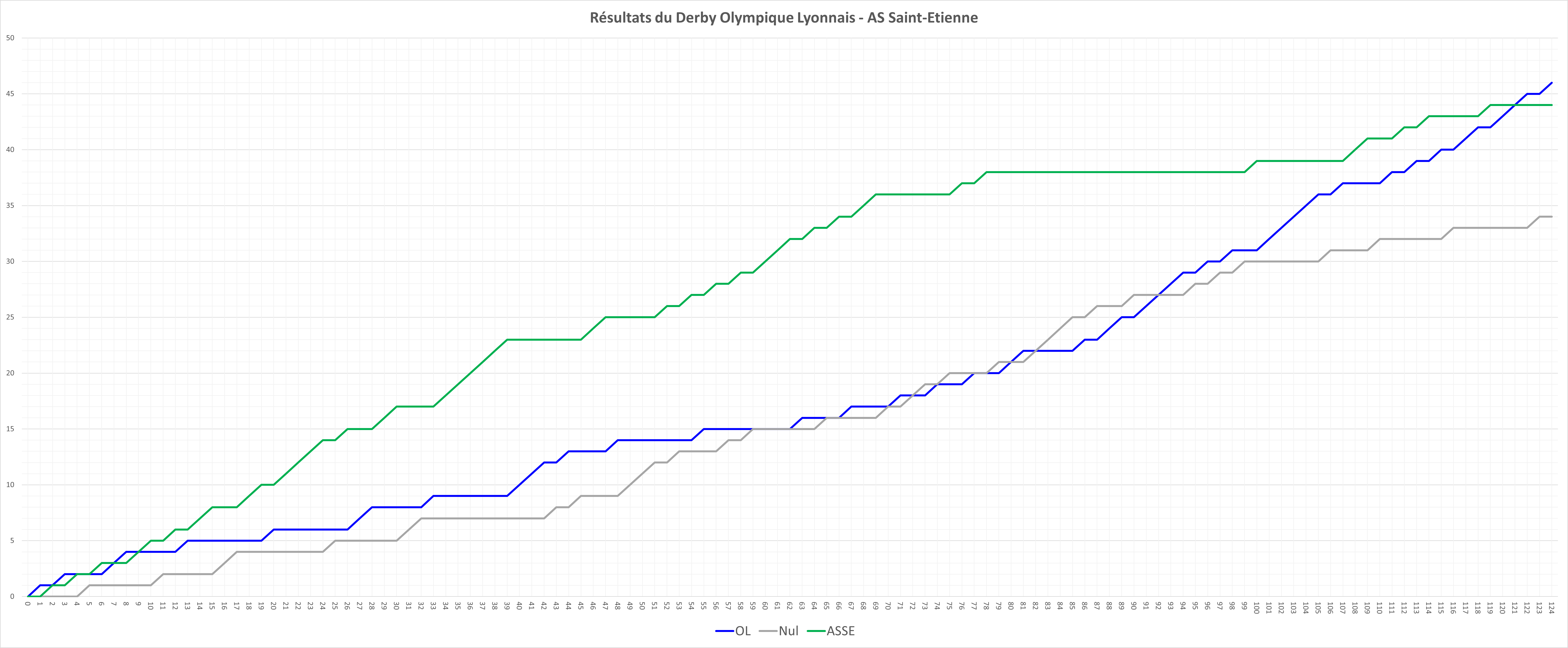
Graphique chronologique des résultats des 124 derbies OL-ASSE disputés entre 1951 et janvier 2022

Graphique chronologique des victoires et matchs nuls des 122 matchs disputés de 1951 à janvier 2021 :
- en bleu : victoires de l'OL - une marche par match gagné
- en gris : matchs nul - une marche par match nul
- en vert : victoires de l'ASSE - une marche par match gagné

Il s'agit de courbes cumulatives :
- plus la courbe monte régulièrement, plus l'équipe gagne de façon régulière
- quand la courbe marque un plateau, l'équipe ne gagne pas pendant une période.
- la progression de la courbe des matchs nuls rend compte de l'équilibre entre les équipes

## Palmarès des équipes
| Équipe             | Championnat                                                  | Championnat         | Coupes nationales                    | Coupes nationales | Coupes nationales                                            | Coupes nationales        | Coupes nationales                              | Coupes européennes                                                          | Coupes européennes                                    | Coupes européennes                                         | Coupes européennes                             |
| Équipe             | Champion de France (Ligue 1)                                 | Champion de Ligue 2 | Coupe de France                      | Coupe de la Ligue | Trophée des champions (anciennement Challenge des champions) | Coupe Gambardella        | Coupe Charles Drago                            | Ligue des champions (anciennement Coupe des clubs champions européens) (C1) | Coupe des coupes (C2)                                 | Ligue Europa (anciennement Coupe UEFA) (C3)                | Coupe Intertoto                                |
| ------------------ | ------------------------------------------------------------ | ------------------- | ------------------------------------ | ----------------- | ------------------------------------------------------------ | ------------------------ | ---------------------------------------------- | --------------------------------------------------------------------------- | ----------------------------------------------------- | ---------------------------------------------------------- | ---------------------------------------------- |
| Olympique lyonnais | 7                                                            | 3                   | 5                                    | 1                 | 8                                                            | 4                        | 0                                              | 0                                                                           | 0                                                     | 0                                                          | 1                                              |
| Olympique lyonnais | 2002, 2003, 2004, 2005, 2006, 2007 et 2008                   | 1951, 1954 et 1989  | 1964, 1967, 1973, 2008, 2012         | 2001              | 1973, 2002, 2003, 2004, 2005, 2006, 2007 et 2012             | 1971, 1994, 1997 et 2022 | Meilleure performance : demi-finaliste en 1955 | Meilleure performance : demi-finaliste en 2010 et 2020                      | Meilleure performance : demi-finaliste en 1964        | Meilleure performance : demi-finaliste en 2017             | 1997                                           |
| AS Saint-Étienne   | 10                                                           | 3                   | 6                                    | 1                 | 5                                                            | 4                        | 2                                              | 0                                                                           | 0                                                     | 0                                                          | 0                                              |
| AS Saint-Étienne   | 1957, 1964, 1967, 1968, 1969, 1970, 1974, 1975, 1976 et 1981 | 1963, 1999 et 2004  | 1962, 1968, 1970, 1974, 1975 et 1977 | 2013              | 1957, 1962, 1967, 1968 et 1969                               | 1963, 1970, 1998 et 2019 | 1955 et 1958                                   | Meilleure performance : finaliste en 1976                                   | Meilleure performance : huitième de finaliste en 1963 | Meilleure performance : quart de finaliste en 1980 et 1981 | Meilleure performance : troisième tour en 2005 |

## Statistiques des derbys
Triplés
- Lors des différents derbys entre l'OL et l'ASSE en championnat, trois joueurs ont réussi un triplé. Il s’agit des Lyonnais Fritz Woehl (1951), Ángel Rambert (1963) et Alexandre Lacazette (2015) ;
- En Coupe de France, lors de l'édition de 1970-1971, Fleury Di Nallo marque trois buts pour l'OL.

Le derby de père en fils
- Jean (6 derbys) et Thierry Oleksiak (5) à l'ASSE ;
- Lucien (2) et Guy Genet (2) à l'OL ;
- Jacques (15) et Stéphane Santini (4) à l'ASSE.

Les meilleurs buteurs du derby
- Hervé Revelli (ASSE) : 14 buts ;
- Fleury Di Nallo (OL) : 14 buts.

Le plus de derbys disputés
- Serge Chiesa (OL) : 30 matchs ;
- Yves Chauveau (OL) : 26 matchs.

Le plus de buts lors d'un derby
- 9 buts :
  - OL 4 - 5 ASSE, le 22 septembre 1963.

La plus grande différence de buts lors d'un derby
- 6 buts :
  - ASSE 6 - 0 OL, le 25 octobre 1964 ;
  - OL 1 - 7 ASSE, le 5 octobre 1969 ;
  - ASSE 6 - 0 OL, le 15 mars 1970.

Les buts les plus rapides lors d'un derby
- 1re minute :
  - Raoul Noguès (ASSE), le 12 septembre 1981 (ASSE 4-0 OL) ;
- 2e minute :
  - René Ferrier (ASSE), le 18 octobre 1959 (ASSE 2-1 OL) ;
  - Kees Rijvers (ASSE), le 9 avril 1961 (ASSE 4-2 OL) ;
- 3e minute :
  - Jacques Fatton (OL), le 22 janvier 1956 (OL 2-1 ASSE) ;
- 4e minute :
  - Rachid Mekhloufi (ASSE), le 10 février 1957 (ASSE 3-2 OL) ;
  - Sonny Anderson (OL), le 21 décembre 2000 (OL 2-1 ASSE) ;
- 5e minute :
  - Jacques Fatton (OL), le 28 novembre 1954 (ASSE 4-2 OL) ;
  - Rachid Mekhloufi (ASSE), le 19 mai 1955 (ASSE 4-0 OL) ;
  - Manuel Balboa (ASSE), le 9 avril 1961 (ASSE 4-2 OL) ;
  - Robert Herbin (ASSE), le 14 mars 1965 (OL 0-1 ASSE) ;
  - Salif Keïta (ASSE), le 3 octobre 1970 (ASSE 1-0 OL) ;
  - Fleury Di Nallo (OL), le 28 mars 1973 (OL 2-0 ASSE) ;
  - Étienne Mendy (ASSE), le 7 mars 1992 (ASSE 1-2 OL).

Les plus grandes séries de derbys avec au moins un but marqué
- 36 matchs consécutifs avec buts (en cours) :

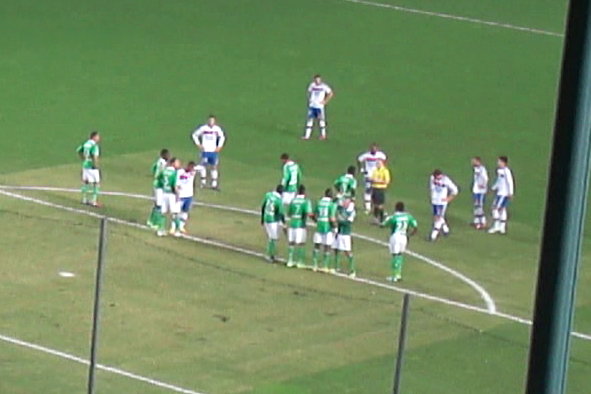
Le derby ASSE-OL, le 17 mars 2012 au stade Geoffroy-Guichard.

  - Du 30 avril 2006 (OL 4-0 ASSE) au 20 avril 2025 (ASSE 2-1 OL) ;
- 28 matchs consécutifs avec buts :
  - Du 2 octobre 1960 (OL 2-2 ASSE) au 28 mars 1973 (OL 2-0 ASSE) ;
- 15 matchs consécutifs avec buts :
  - Du premier derby le 28 octobre 1951 (OL 4-2 ASSE), au 18 octobre 1959 (ASSE 2-1 OL).

Les plus grandes affluences
- Au Groupama Stadium :
  - 58 082 spectateurs, le 10 novembre 2024 (OL 1-0 ASSE) ;
- À Gerland :
  - 48 852 spectateurs, le 9 septembre 1980 (OL 1-1 ASSE) ;
- À Geoffroy-Guichard :
  - 41 970 spectateurs, le 3 octobre 1992 (ASSE 0-0 OL).

Les plus longues séries d'invincibilité
- Tous terrains confondus :
  - Pour l'Olympique lyonnais : 21 matchs sans défaite (dont un match de Coupe de France) ; série entamée le 23 septembre 1994 et achevée le 25 septembre 2010 ;
  - Pour l'AS Saint-Étienne : 7 matchs sans défaite ; série entamée le 17 décembre 1978 et achevée le 3 septembre 1982.
- À Gerland :
  - Pour l'OL : 12 matchs sans défaite (dont un match de Coupe de France) ; série entamée le 24 octobre 1993 et achevée le 25 septembre 2010 ;
  - Pour l'ASSE : deux séries de 4 matchs sans défaite ; première série entamée le 15 octobre 1967 et achevée le 9 avril 1971, et seconde série entamée le 25 février 1990 et achevée le 24 octobre 1993.
- À Geoffroy-Guichard :
  - Pour l'ASSE : 16 matchs sans défaite (dont un match de Coupe Drago et un match de Challenge des champions), série entamée le 23 mars 1952 et achevée le 20 octobre 1968 ;
  - Pour l'OL : 15 matchs sans défaite (dont un match de Coupe de la Ligue), série entamée le 23 septembre 1994 et achevée le 30 novembre 2014.
- Au Groupama Stadium :
  - Pour l'OL : 7 matchs sans défaite ; série entamée le 2 octobre 2016 (en cours).

Les plus longues séries de victoires consécutives
- Pour l'AS Saint-Étienne : 6 victoires consécutives (dont un match de Coupe de France) : du 23 mars 1969 au 4 avril 1971 ;
- Pour l'Olympique lyonnais : 5 victoires consécutives (dont un match de Coupe de la Ligue) : du 12 février 2011 au 9 décembre 2012.

Les plus petits délais entre plusieurs derbys
- Entre deux derbys :
  - 3 jours :
    - Entre un huitième de finale de Coupe de la Ligue et une journée de championnat (les 26 et 29 octobre 2011) ;

  - 5 jours :
    - Entre les matchs aller et retour des huitièmes de finale de Coupe de France (les 4 et 9 avril 1971) ;

  - 7 jours :
    - Entre une journée de championnat et le match aller des huitièmes de finale de Coupe de France (le 28 mars et le 4 avril 1971) ;

  - 18 jours :
    - Entre une journée de championnat et une demi-finale de Coupe Drago (les 1er et 19 mai 1955).
- Entre trois derbys :
  - 13 jours :
    - Entre une journée de championnat et deux matchs (aller-retour) de huitièmes de finale de Coupe de France (les 28 mars, 4 avril et 9 avril 1971).

## Quelques derbys mémorables

### Années 1950
- 28 octobre 1951 : OL 4 - 2 ASSE

Premier derby de l'histoire au stade de Gerland. Fritz Woehl, le premier buteur dans ces confrontations rhône-alpines, marque un triplé (performance réalisée depuis par les Lyonnais Angel Rambert en 1963, Fleury Di Nallo en 1971 et Alexandre Lacazette en 2015), offrant la première victoire à l'OL. Kees Rijvers est par ailleurs le premier buteur stéphanois.
- 23 mars 1952 : ASSE 1 - 0 OL

Premier derby de l'histoire au stade Geoffroy-Guichard et première victoire de l'ASSE dans ces confrontations, grâce à Léon Alpsteg.
- 1er mai 1955 : OL 1-1 ASSE

Après avoir remporté deux matchs chacun au cours des précédentes années, l'Olympique lyonnais et l'AS Saint-Étienne se neutralisent pour la première fois dans un derby, après l'ouverture du score par René Ramon et l'égalisation de René Vernier.
- 2 octobre 1955 : ASSE 0-1 OL

Les Lyonnais s'imposent pour la première fois à Geoffroy-Guichard, grâce à Camille Ninel.
- 28 novembre 1956 : OL 1-3 ASSE

Premier succès des Verts à Gerland. Le club du Forez ouvre la marque via Eugène N'Jo Léa, avant de se faire revenir au score par Erny Schultz ; en seconde mi-temps, Rachid Mekhloufi et Bernard Lefèvre permettent finalement à leur équipe de l'emporter.

### Années 1960
- 22 septembre 1963 : OL 4 - 5 ASSE

Ce derby est celui qui a produit le plus de buts (neuf au total) mais aussi celui avec le plus de retournements de situation. L'OL est mené 2-0 après 20 minutes de jeu (après que Mekhloufi et Jacques Foix aient trouvé le chemin des filets) quand Ángel Rambert marque deux buts et égalise à 2-2 à la 27e minute. Les Lyonnais prennent alors l'avantage en deuxième mi-temps grâce à Jean-Louis Rivoire, mais Mekhloufi égalise pour les Stéphanois. Rambert marque à nouveau, s'offrant un triplé par la même occasion, et permettant à L'OL de mener 4-3 à 10 minutes de la fin quand André Guy marque un doublé en 2 minutes pour donner la victoire aux Verts.
- 25 octobre 1964 : ASSE 6 - 0 OL

Saint-Étienne est champion en titre mais c'est Lyon qui est leader au moment de se déplacer dans le Chaudron, où les Verts n'ont pas gagné depuis le début de la saison. Pourtant ce sont les Stéphanois qui l'emportent 6-0 contre le premier du championnat. Les lyonnais finiront 6e, un point devant les Verts 7e.
- 23 mars 1969 : OL 1 - 2 ASSE

Premier derby retransmis à la télévision, tout du moins la seconde mi-temps, en raison de la présence de sponsor publicitaire sur les tenues ; ainsi, Lyonnais et Stéphanois jouent d'abord avec des maillots où est présente la marque Vittel avant d'enfiler des tuniques vierges à la mi-temps. Si les téléspectateurs ratent l'ouverture du score par Salif Keita, ils assistent néanmoins au second but des Verts par Hervé Revelli ainsi que la réduction du score par l'attaquant rhodanien André Guy. Paradoxalement, il s'agit de l'opposion entre les deux équipes ayant la plus faible affluence : seuls 7 625 supporters étaient en effet présents dans les tribunes de Gerland (hors matchs joués à huis clos ou avec une jauge de 5 000 entre 2020 et 2022, en raison de la pandémie de Covid-19).
- 5 octobre 1969 : OL 1 - 7 ASSE

L'ASSE réalise l'une des meilleures saisons de son histoire et vient d'éliminer le Bayern Munich de la Coupe d'Europe des clubs champions. Avant le match, les Gones annoncent la victoire de leur équipe en disant que les Verts sont fatigués par les prolongations du match contre le club allemand quatre jours plus tôt. Lors du match, c'est tout le contraire qui se produit et l'OL encaisse sa plus lourde défaite à Gerland face au voisin stéphanois, piqué au vif par les déclarations lyonnaises. Au retour à Geoffroy-Guichard, le 15 mars 1970, l'ASSE l'emportera 6-0, comme en 1964. Les Verts finiront champion largement devant l'Olympique de Marseille et les Lyonnais finiront 15e (sur 18). Ce match est aussi la plus lourde défaite à domicile de l'histoire de l'OL en championnat de 1re division (ex æquo avec un 7-1 encaissé à Gerland face à Sochaux en 1987, mais l'OL était en 2e division).

### Années 1970
- 9 avril 1971 : OL 3 - 0 ASSE

Lors de cette saison, l'ASSE est à la lutte pour le titre avec l'OM tandis que l'OL n'a plus rien à espérer et mise tout sur la Coupe de France pour sauver sa saison. La Coupe se déroulait à l'époque en matchs aller-retour et les deux équipes se retrouvent en 8e de finale. À l'aller, dans le Chaudron, les Verts l'ont emporté 2-0, obligeant les Lyonnais à gagner 3-0 pour se qualifier au match retour. Portés par un stade de Gerland en fusion, l'OL l'emportera sur ce score grâce à un triplé de son capitaine Fleury Di Nallo (qui marquera 5 buts lors de match, 3 validés et 2 refusés pour des hors-jeux qu'il a toujours contestés). L'Olympique lyonnais perdra néanmoins la finale de la Coupe de France face au Stade rennais en fin de saison sur un pénalty d'André Guy, l'ancien Rhodanien qui avait quitté le club au mercato d'hiver, cinq mois plus tôt.
- 23 mars 1977 : OL 0 - 2 ASSE

Lors de ce derby, le stade de Gerland est noyé sous une pluie battante ; malgré le terrain gorgé d'eau et visiblement impraticable, l'arbitre Robert Wurtz prend la décision de maintenir le match, notamment pour éviter d'éventuels débordement de la part du public. L'ASSE s'en sort le mieux et inscrit deux buts grâce à Jean-Michel Larqué et Dominique Rocheteau. Le lendemain, la presse titrera : « Les Stéphanois meilleurs nageurs que les Lyonnais. »
- 10 août 1978 : OL 2 - 0 ASSE

Ce match se déroule en début de saison et l'enjeu sportif est moindre, mais il reste marqué par le retour à Gerland de Bernard Lacombe, ex-attaquant de l'OL, avec le maillot vert. Ce dernier se trompera de vestiaire avant le match, se dirigeant vers celui des joueurs lyonnais, et passera complètement à côté de son match. Sans leur recrue phare, l'ASSE s'inclinera 2-0 sur deux buts des Gones en fin de match.

### Années 1980
- 9 septembre 1980 : OL 1 - 1 ASSE

C'est le seul et unique choc au sommet entre les deux équipes, l'ASSE étant 1er et l'OL 2e du classement. Si le spectacle ne fut pas vraiment assuré sur le terrain, ce derby reste la plus grosse affluence du stade de Gerland (48 552 spectateurs, dont certains massés sur les toits du stade). Les Verts finiront champions en fin de saison, les Gones 6e.
- 24 février 1985 : OL 1 - 5 ASSE

Cinq ans plus tard, la situation a bien changé car les deux équipes sont en deuxième division. Le match est marqué par trois blessés du côté stéphanois, les obligeant à finir le match à dix. Malgré cela, les Verts l'emporteront 5-1 à Lyon et la branche locale du journal Le Progrès titrera « Le derby de l'humiliation ».

### Années 1990
- 15 septembre 1990 : ASSE 0 - 1 OL

En cette saison 1990-1991, l'ASSE vise une qualification en coupe d'Europe et recrute Sylvain Kastendeuch et Ľubomír Moravčík pour y parvenir. De son côté, l'OL vise les mêmes ambitions mais le recrutement est plus limité (à l'époque, loin du niveau que le club lyonnais aura lorsqu'il dominera le championnat durant les années 2000, malgré déjà la présence du président Jean-Michel Aulas, les Rhodaniens s'appuient surtout sur des joueurs formés au club qui ont permis la remontée en première division en 1989, comme Rémi Garde, Bruno Génésio ou encore Bruno N'Gotty). Lors du derby, les Verts dominent largement mais n'arrivent pas à marquer face à un Gilles Rousset en état de grâce qui repoussera tous les tirs stéphanois (et qui jouait alors son premier derby). Les Lyonnais réalisent le hold-up quant à 10 minutes de la fin, Bouderbala lance Bouafia sur la gauche qui centre, alors qu'aucun Lyonnais n'est à moins de 30 mètres de la cage, et pousse Kastendeuch à marquer contre son camp. En fin de saison, l'OL finira 5e et ira en coupe d'Europe tandis que les Verts finiront 13e.
- 26 février 1993 : OL 0 - 2 ASSE

L'AS Saint-Étienne réalise une bonne saison et possède la meilleure défense du championnat tandis que l'Olympique lyonnais connait une fin d'ère Domenech assez difficile et se bat pour le maintien (au coup d'envoi, Lyon est 9e et Saint-Étienne 6e). Sur le terrain, l'ASSE l'emporte 2-0 à Gerland, malgré une domination stérile de l'OL. Mais ce derby est l'un des plus tristes de l'histoire à cause de bagarres entre supporters lyonnais et stéphanois pendant le match. Les Verts finiront 7e et louperont une qualification en Coupe de l'UEFA à la différence de buts face à l'AJ Auxerre, tandis que les Gones finiront 14e, à 4 points de la zone de relégation.
- 6 avril 1994 : ASSE 3 - 0 OL

Le match se déroule en fin de saison et l'enjeu est moindre car les deux équipes sont en milieu de tableau. L'ASSE fait plaisir à son public en gagnant 3-0 grâce à un bon Étienne Mendy qui marquera un doublé et fera une passe décisive. Ce match est aussi le dernier de Joseph Antoine Bell, le gardien stéphanois, avec le maillot vert. Néanmoins, après ce match, les Foréziens entameront un long chemin de croix de 16 ans face aux Rhodaniens.

### Années 2000
- 6 septembre 2000 : ASSE 2 - 2 OL

Ce match fera plus parler de lui en dehors du terrain car il sera le point de départ de l'affaire des faux passeports qui empoisonnera la suite de la saison de l'AS Saint-Étienne. Avant le match, Jean-Michel Aulas, le président lyonnais, menace de porter réclamation si Alex et Aloisio, les deux attaquants stéphanois, jouaient, ayant appris l'existence des pratiques de falsification de passeports pour contrer la limite de joueurs non-européens grâce à l'agent d'Edmílson (arrivé à l'OL à l'été 2000 et qui jouait son premier match lors de ce derby). Finalement les deux joueurs ne joueront pas mais l'affaire éclatera tout de même au grand jour et précipitera la descente de l'ASSE en deuxième division en fin de saison quand l'OL finira 2e, à 4 points du champion nantais. Dans les tribunes, c'est le derby de la banderole polémique « Les Gones inventaient le cinéma, quand vos pères crevaient dans les mines », déployée par les supporters lyonnais.
- 3 octobre 2004 : ASSE 2 - 3 OL

Ce match est considéré comme l'un des plus beaux derbys de l'histoire. L'ASSE vient de remonter en Ligue 1 après 3 ans de purgatoire et vise le maintien malgré le recrutement de bons joueurs comme Frédéric Piquionne ou Pascal Feindouno, qui étaient en disgrâce au Stade rennais et aux Girondins de Bordeaux. À l'inverse, l'OL est triple champion en titre et peut s'appuyer sur des stars comme Juninho, Govou ou Wiltord. Le début de match est équilibré jusqu'à ce que Juninho ouvre le score sur coup franc à la 34e minute. Au retour des vestiaires, les Stéphanois reviennent avec d'autres intentions et marquent deux buts par Marin et Feindouno. Les Verts mènent jusqu'à la 85e minute où les Lyonnais obtiennent un penalty pour une faute de Jérémie Janot, le gardien stéphanois, sur Govou. Juninho transforme ce penalty en deux temps ce qui fait sortir Janot de ses gonds, frappant son poteau de rage avec les pieds pour ce qui reste l'une des images les plus marquantes de l'histoire du derby. Enfin, à la 92e minute, Govou marquera un troisième but pour offrir la victoire à l'Olympique lyonnais.
- 30 avril 2006 : OL 4 - 0 ASSE

L'OL, officiellement champion une semaine plus tôt au Parc des Princes à Paris, accueille son voisin stéphanois pour célébrer son cinquième titre. Les Verts, bien que déterminés à vouloir gâcher la fête, vont vivre un véritable cauchemar et s'inclineront 4-0 au cours d'un match à sens unique et assisteront, impuissants, au sacre de leur rival, les joueurs lyonnais ayant par ailleurs le visage et les cheveux couverts de peinture et fêtant le premier but avec des bombes à serpentin.
- 3 mars 2007 : ASSE 1 - 3 OL

Les Lyonnais, sans Juninho sur le banc en prévision du match retour de Ligue des champions face à l'AS Roma, s'impose 3-1 dans le Chaudron. Mais ce match reste marqué par des échanges de fumigènes entre les Magic Fans et le parcage lyonnais, engendrant l'arrêt du match pendant 20 minutes. Les ultras stéphanois du Kop nord déploient également un très grand tifo, où les joueurs et dirigeants de l'OL sont caricaturés en animaux de la savane, accompagné de la banderole « La chasse est ouverte, tuez les », ce qui leur vaudra 500 € d'amende.
- 27 janvier 2008 : ASSE 1 - 1 OL

En ce milieu de saison, l'ASSE, avec 3 points d'avance sur la zone rouge, reçoit le leader lyonnais et peut s'appuyer sur de bonnes statistiques à domicile avec une seule défaite (contre le Paris Saint-Germain en décembre) et seulement deux buts encaissés depuis le début de saison. Après un début de match avec de bonnes occasions, c'est Gomis qui ouvre le score pour les Verts juste avant la mi-temps en anticipant un mauvais dégagement du gardien lyonnais Grégory Coupet. Les Gones pousseront pendant toute la deuxième mi-temps et obtiendront l'égalisation à le 92e minute, sur un coup franc direct de Benzema, privant les Stéphanois de victoire. L'OL sera d'ailleurs la seule équipe à ne pas perdre dans le Chaudron après avoir été mené au score cette saison.
- 31 octobre 2009 : ASSE 0 - 1 OL

Le premier quart de championnat est dépassé et il y a urgence à Saint-Étienne, 16e avant de recevoir son voisin lyonnais, 2e. Ce match est celui du retour à Geoffroy-Guichard de Gomis, le joueur formé à l'ASSE et transféré à Lyon quelques mois plus tôt ; des sifflets accompagneront son entrée en jeu à la 71e minute et ils s'intensifient lorsqu'il inscrit le seul but du match à la 83e minute. Malgré la bonne prestation stéphanoise, l'Olympique lyonnais gagne encore.

### Années 2010
- 25 septembre 2010 : OL 0 - 1 ASSE

Billet pour le centième derby, au stade de Gerland à Lyon, le 25 septembre 2010.

Match symbolique à bien des égards, ce centième derby (toutes compétitions confondues) voit l'équipe lyonnaise en difficulté (17e au classement) recevoir l'AS Saint-Étienne en position de leader du championnat. Dimitri Payet marque sur coup franc direct à la 75e minute et permet aux Stéphanois de mettre fin à une longue série : l'ASSE n'avait plus gagné contre l'OL depuis 1994.
- 30 novembre 2014 : ASSE 3 - 0 OL

Saint-Étienne n'a plus battu Lyon depuis 20 ans au stade Geoffroy-Guichard ; ce match marque la fin de cette série. Sur le même score qu'en 1994, les Verts disposent de Lyonnais complètement dépassés dans l'envie. Moustapha Bayal Sall ouvre le score sur corner à la 18e minute, avant que Ricky van Wolfswinkel ne marque également à son tour, sur une seconde passe décisive de Max-Alain Gradel (40e). Les Stéphanois parachèveront leur succès par un but de Renaud Cohade (68e), à la suite d'une mauvaise relance de Corentin Tolisso. Les Gones toucheront le poteau et louperont un penalty en fin de match, les deux fois par Alexandre Lacazette.
- 8 novembre 2015 : OL 3 - 0 ASSE

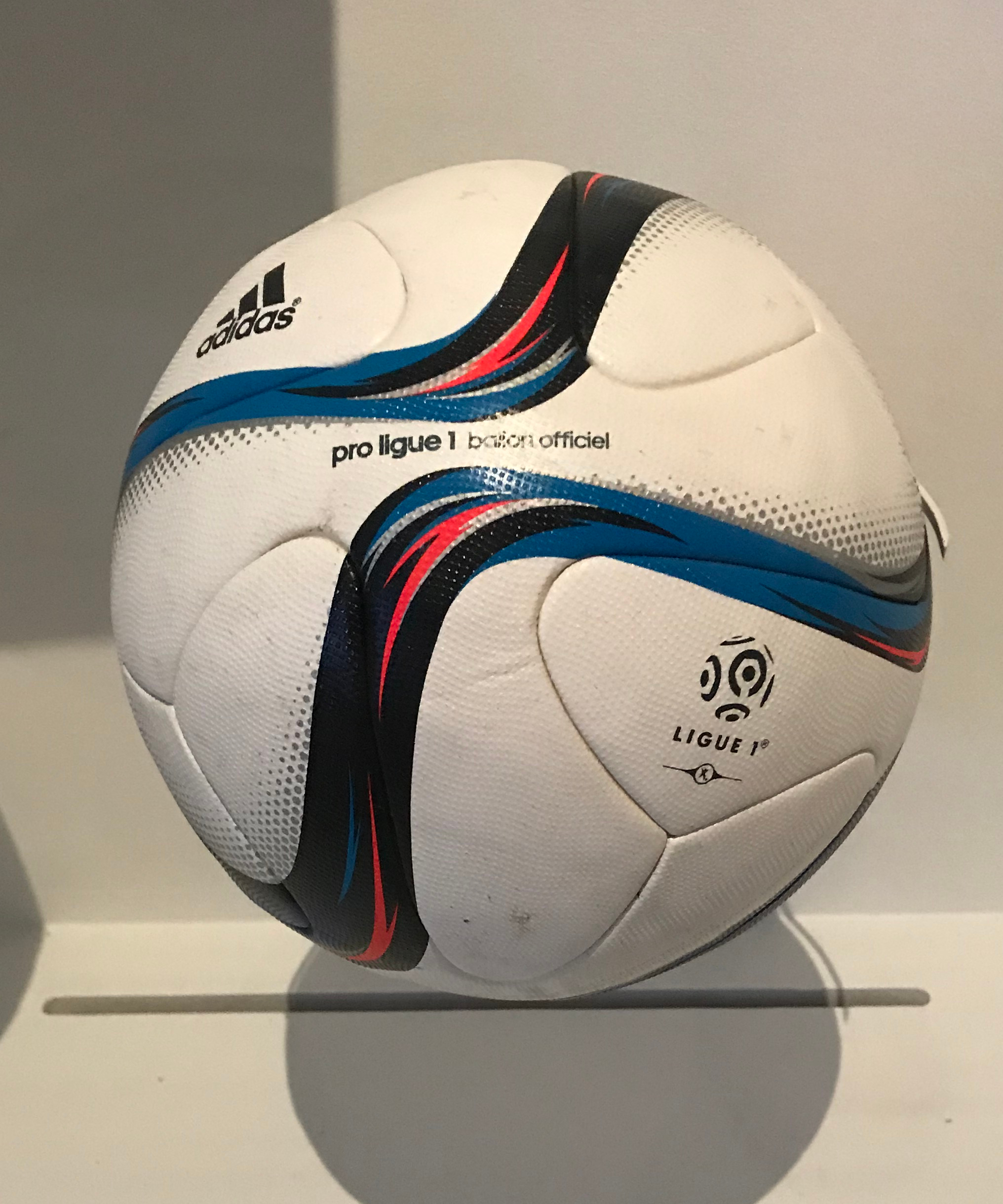
Ballon utilisé lors du dernier derby au stade de Gerland à Lyon, le 8 novembre 2015.

Ce derby marque la dernière confrontation entre les deux équipes rhônalpines dans le stade de Gerland, théâtre du tout premier derby en 1951, les Gones rejoignant leur nouveau stade, le Parc Olympique lyonnais, à partir de janvier 2016. Alexandre Lacazette inscrit un triplé, ce qui fait de lui le quatrième joueur (tous lyonnais, par ailleurs) à inscrire trois buts dans un même derby. Le match est également marqué par la blessure du Stéphanois Robert Berić par le Lyonnais Jordan Ferri qui lui achève prématurément sa saison,, envenimant un peu plus la fin de la rencontre.
- 17 janvier 2016 : ASSE 1 - 0 OL

Centième derby en championnat de France de première division (appelé Division nationale, Division 1 puis Ligue 1 au fil des décennies). Les deux équipes auront fait preuve de grandes faiblesses techniques tout au long du match ; les Lyonnais se sont montrés dominateurs pendant presque tout le match sans parvenir à marquer, alors que les Stéphanois remportent la victoire sur l'une de leurs seules occasions de la rencontre, grâce à but inscrit par la nouvelle recrue Alexander Søderlund, fraîchement arrivé dans le Forez pour pallier l'absence de Berić. Il s'agit de plus, symboliquement, de la 42e victoire des Verts dans les derbys, toutes compétitions confondues (comme le numéro de département de la Loire).
- 2 octobre 2016 : OL 2 - 0 ASSE

Premier derby de l'histoire au Parc Olympique lyonnais. Les supporters stéphanois ne se déplaceront pas dans l'enceinte, comme l'année précédente à Gerland, jugeant trop faible le nombre de places leur étant réservées, une décision soutenue par le club du Forez. Malgré un match serré, où les deux équipes se procurent des occasions, Sergi Darder ouvre le score d'une tête plongeante en fin de première période, donnant l'avantage aux Lyonnais à la mi-temps, avant que Rachid Ghezzal ne vienne donner définitivement la victoire à son équipe en fin de match, d'une frappe à l'entrée de la surface de réparation.
- 5 novembre 2017 : ASSE 0 - 5 OL

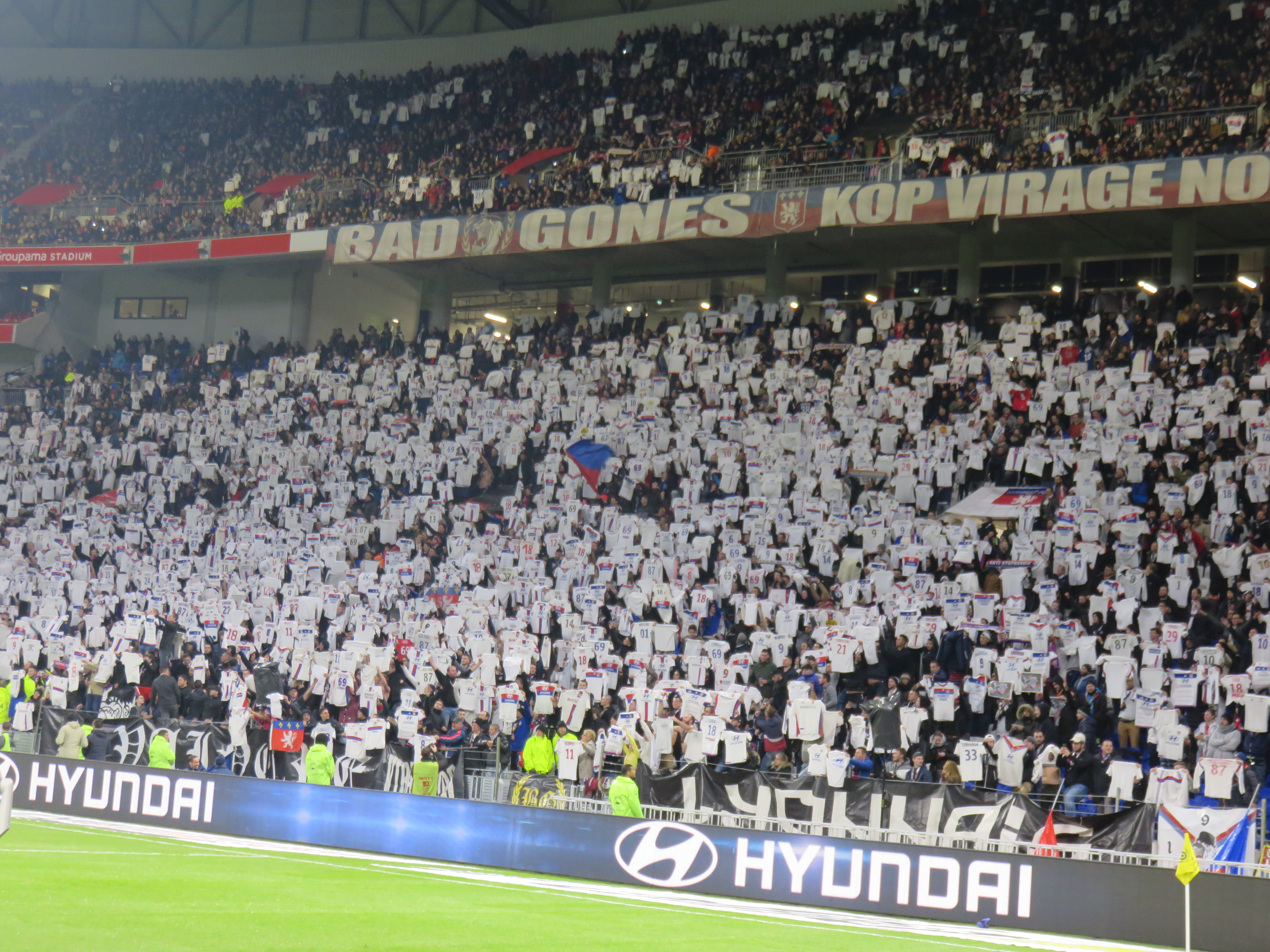
Tifo déployé au Groupama Stadium à Décines-Charpieu le 19 novembre 2017, rendant hommage à Nabil Fekir et sa célébration lors du derby survenu deux semaines plus tôt.

Dans un « Chaudron » en ébullition, le match est interrompu peu après le coup d'envoi, pendant sept minutes, à cause de fumigènes empêchant la visibilité sur le terrain. Par la suite, sur un corner tiré maladroitement en retrait par Romain Hamouma, l'OL part en contre-attaque et Memphis Depay permet à son équipe d'ouvrir le score. Le rapport de force tourne alors largement en faveur des Lyonnais, notamment après l'exclusion de Léo Lacroix en début de seconde période, qui infligent aux Verts leur pire défaite dans un derby, avec cinq buts marqués contre zéro (ex æquo avec la confrontation qui se conclura sur un score identique quatre ans plus tard, le 24 janvier 2021). Nabil Fekir s'illustre notamment par sa célébration du dernier but, en enlevant et en brandissant son maillot sous les yeux des supporters adverses furieux ; en réponse, une partie de ceux-ci envahissent la pelouse et le match est de nouveau suspendu, cette fois-ci pendant une demi-heure. La partie se termine devant des tribunes pratiquement vides, la majorité du public ayant déjà quitté Geoffroy-Guichard. Dix jours plus tard, durant la trêve internationale, l'entraîneur stéphanois Óscar García démissionne de son poste.
- 6 octobre 2019 : ASSE 1 - 0 OL

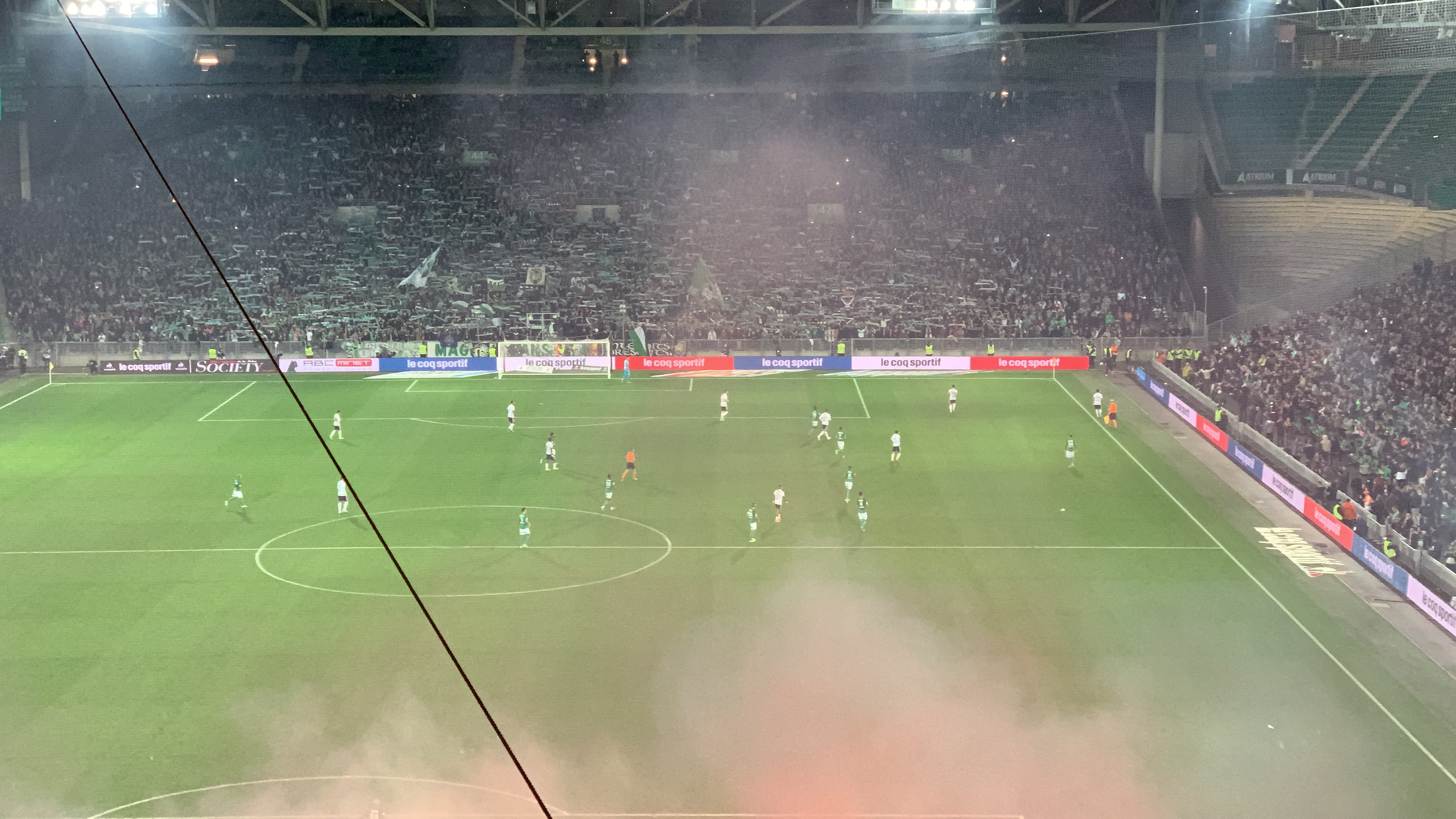
Match AS Saint-Étienne-Olympique lyonnais du 6 octobre 2019, au stade Geoffroy Guichard à Saint-Étienne.

Les deux clubs rhônalpins ne se portent pas au mieux en ce début de championnat : l'OL occupe la 13e place du classement, tandis que l'ASSE se retrouve à la 20e place ; un succès dans le derby permettrait donc à l'un comme à l'autre de commencer à inverser la tendance (une victoire en huit matchs pour Lyon et une victoire en neuf matchs pour Saint-Étienne, matchs européens inclus). Les Stéphanois viennent justement de licencier leur entraîneur, Ghislain Printant, et ont choisi de donner les rênes de l'équipe première à Claude Puel, ancien coach lyonnais parti en mauvais terme avec le club, deux jours avant la rencontre. Alors que la confrontation semble s'achever sur un match nul, et alors que les Lyonnais jouent à dix depuis la blessure de Léo Dubois (les trois changements ayant été effectués), Robert Berić inscrit un but de la tête à la 90e minute, donnant ainsi la victoire aux Verts. Le lendemain, l'Olympique lyonnais annonce la mise à l'écart de son entraîneur, Sylvinho, avant de rompre officiellement son contrat une semaine plus tard, au profit de Rudi Garcia ; clin d’œil de l'histoire, les Gones décident également se de s'allouer les services d'un ancien membre du club rival, l'AS Saint-Étienne étant le premier club professionnel que Garcia a entraîné.

### Années 2020
- 20 avril 2025 : ASSE 2 - 1 OL

Pour le premier derby au stade Geoffroy-Guichard depuis le retour de l'AS Saint-Étienne en Ligue 1, les deux équipes comptent sur ce match pour engrenger des points : les Stéphanois pour continuer à espérer à un maintien dans l'élite en fin de saison, et les Lyonnais pour accrocher une place en Ligue des champions, notamment après leur revers en quart de finale de Ligue Europa face à Manchester United trois jours plus tôt. Les Verts prennent le dessus dès le début de la rencontre et trouvent rapidement le chemin des filets, dès la 10e minute, avec Lucas Stassin. Le joueur ligérien écope d'ailleurs d'un carton rouge un peu plus tard, à la suite d'un tacle non maîtrisé sur Corentin Tolisso, avant que l'arbitre, François Letexier, ne modifie sa décision par un carton jaune après consultation de la VAR. Le match est également interrompu pendant plus de 40 min juste avant la pause, à cause d'un jet de projectile (une pièce de monnaie) sur l'arbitre assistant, Mehdi Rahmouni, depuis une des tribunes. En seconde mi-temps, l'équipe d'Eirik Horneland continue de presser malgré des Rhodaniens plus engagés dans la rencontre ; Stassin double ainsi la mise à la 67e minute. En fin de rencontre, les Gones réduisent le score grâce à Tanner Tessmann. Cinq jours après la rencontre, l'OL dépose un recours auprès de la commission d'organisation des compétitions de la Ligue de football professionnel afin de ne pas homologuer le résultat du derby, en mettant notamment en avant les erreurs d'arbitrage
.

## D'un club à l'autre

### Joueurs

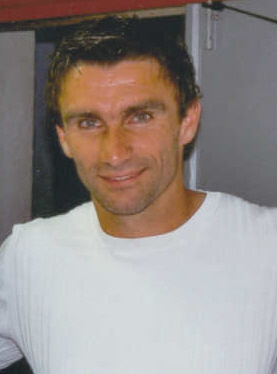
Patrice Carteron, ancien défenseur des « Gones » (1997-2000) devenu défenseur chez les « Verts » (2000-2005).

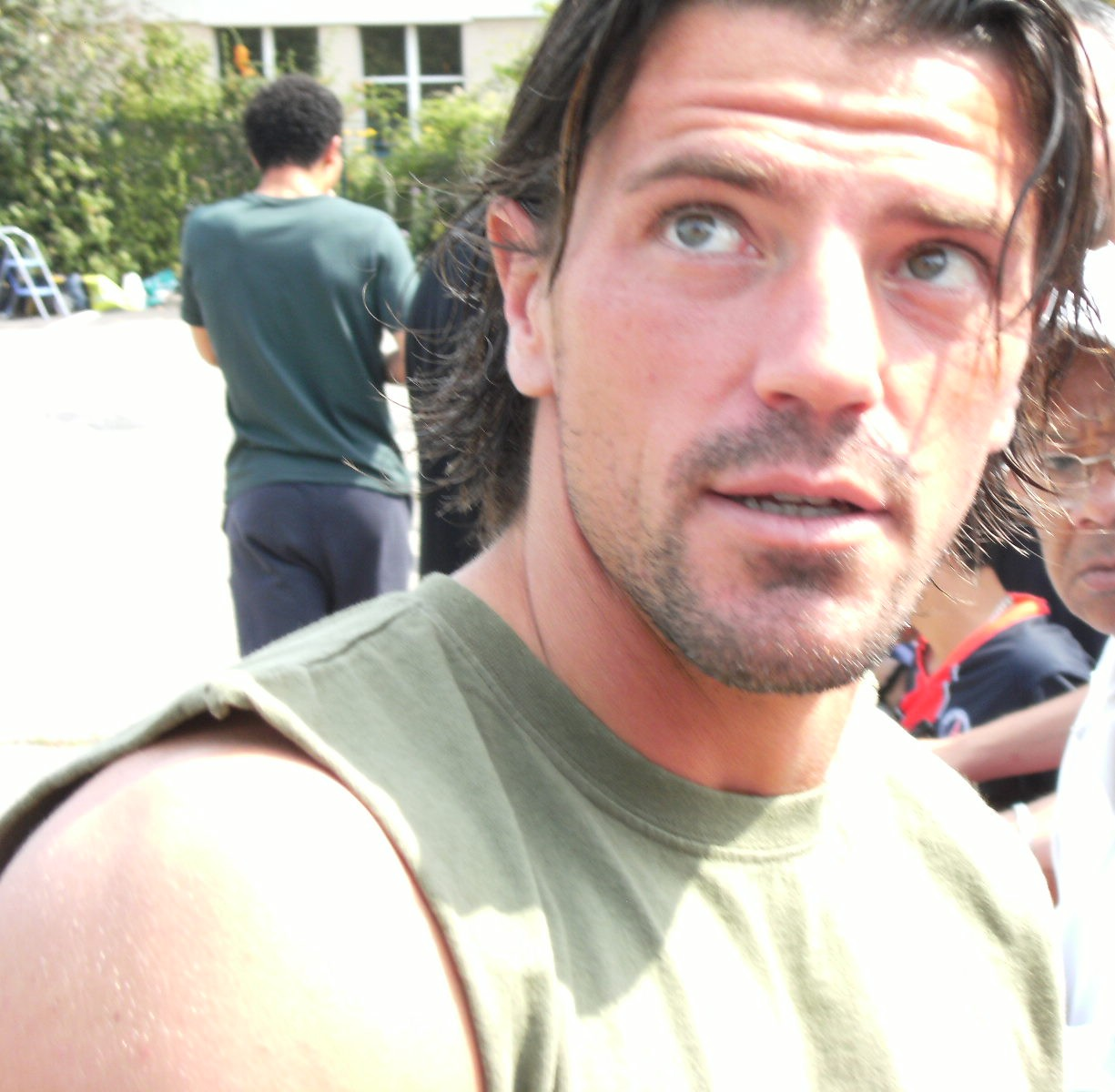
Grégory Coupet, ancien gardien stéphanois (1993-1997) devenu portier lyonnais (1997-2008).

Au 10 novembre 2024
- De l'OL à l'ASSE

| Nom                    | Nat. | Poste     | Lyon                  | Lyon   | Lyon | Saint-Étienne | Saint-Étienne | Saint-Étienne |
| Nom                    | Nat. | Poste     | Période               | Matchs | Buts | Période       | Matchs        | Buts          |
| ---------------------- | ---- | --------- | --------------------- | ------ | ---- | ------------- | ------------- | ------------- |
| Robert Salen           |      | Milieu    | 1955-1961/1961-1962   | 116    | 21   | 1963-1966     | 66            | 10            |
| Bernard Lacombe        |      | Attaquant | 1969-1978             | 246    | 132  | 1978-1979     | 34            | 17            |
| Laurent Fournier       |      | Milieu    | 1980-1988             | 255    | 27   | 1988-1990     | 76            | 8             |
| Franck Priou           |      | Attaquant | 1986-1988             | 53     | 15   | 1995          | 10            | 3             |
| Romarin Billong        | /    | Défenseur | 1989-1995             | 111    | 5    | 1995-2000     | 102           | 5             |
| Jean-Luc Sassus        |      | Défenseur | 1994-1997             | 104    | 2    | 1997-1998     | 17            | 2             |
| Patrice Carteron       |      | Défenseur | 1997-2000             | 101    | 6    | 2001-2005     | 100           | 16            |
| David Hellebuyck       |      | Milieu    | 1996–2000             | 3      | 0    | 2001-2006     | 167           | 14            |
| Laurent Morestin       |      | Défenseur | 1997-1998             | 2      | 0    | 2003-2004     | 24            | 0             |
| Lamine Diatta          |      | Défenseur | 2004-2006             | 40     | 0    | 2006-2007     | 27            | 1             |
| Sylvain Monsoreau      |      | Défenseur | 2005-2006             | 25     | 0    | 2008-2012     | 64            | 0             |
| Jérémy Clément         |      | Milieu    | 2003-2006             | 43     | 1    | 2011-2017     | 192           | 1             |
| Steed Malbranque       |      | Milieu    | 1997-2001/2012-2016   | 240    | 19   | 2011          | 1             | 0             |
| Renaud Cohade          |      | Milieu    | 1999-2001 (formation) | -      | -    | 2012-2016     | 139           | 7             |
| François Clerc         |      | Défenseur | 1997-2010             | 114    | 2    | 2012-2016     | 104           | 3             |
| Mathieu Bodmer         |      | Milieu    | 2007-2010             | 91     | 8    | 2013          | 14            | 2             |
| Anthony Mounier        |      | Attaquant | 2007-2009             | 28     | 5    | 2017          | 0             | 0             |
| Timothée Kolodziejczak |      | Défenseur | 2008-2012             | 14     | 0    | 2018-2022     | 122           | 7             |
| Lenny Pintor           |      | Attaquant | 2018-2022             | 2      | 0    | 2022-2023     | 22            | 1             |

- De l'ASSE à l'OL

| Nom                  | Nat.                | Poste     | Saint-Étienne       | Saint-Étienne | Saint-Étienne | Lyon      | Lyon     | Lyon     |
| Nom                  | Nat.                | Poste     | Période             | Matchs        | Buts          | Période   | Matchs   | Buts     |
| -------------------- | ------------------- | --------- | ------------------- | ------------- | ------------- | --------- | -------- | -------- |
| Eugène N'Jo Léa      | Drapeau du Cameroun | Attaquant | 1954-1959           | 101           | 70            | 1959-1961 | 50       | 21       |
| André Guy            |                     | Attaquant | 1962-1965           | 82            | 52            | 1967-1971 | 116      | 66       |
| Aimé Jacquet         |                     | Milieu    | 1960-1973           | 176           | 25            | 1973-1975 | 26       | 2        |
| Jean-François Larios |                     | Milieu    | 1973-1983           | 167           | 36            | 1984-1985 | 27       | 1        |
| François Lemasson    |                     | Gardien   | 1986-1987           | 5             | 0             | 1987-1990 | 101      | 0        |
| Patrice Ferri        |                     | Défenseur | 1982-1988/1995-1996 | 151           | 10            | 1992-1993 | 15       | 0        |
| Grégory Coupet       |                     | Gardien   | 1993-1997           | 88            | 0             | 1997-2008 | 518      | 0        |
| Frédéric Piquionne   |                     | Attaquant | 2004-2007           | 97            | 27            | 2008-2009 | 26       | 4        |
| Bafétimbi Gomis      |                     | Attaquant | 2003-2009           | 162           | 49            | 2009-2014 | 241      | 95       |
| Pape Diakhaté        |                     | Défenseur | 2009-2010           | 23            | 1             | 2010-2011 | 32       | 2        |
| Mouhamadou Dabo      | /                   | Milieu    | 2003-2010           | 131           | 2             | 2011-2015 | 90       | 1        |
| Jordan Veretout      |                     | Milieu    | 2016-2017           | 43            | 4             | 2024-...  | En cours | En cours |

### Staff
Au 10 novembre 2024
- De l'OL à l'ASSE

| Nom                | Nat.                   | Poste                          | Lyon             | Lyon      | Saint-Étienne              | Saint-Étienne |
| Nom                | Nat.                   | Poste                          | Période          | Matchs    | Période                    | Matchs        |
| ------------------ | ---------------------- | ------------------------------ | ---------------- | --------- | -------------------------- | ------------- |
| Robert Nouzaret    |                        | Entraîneur                     | 1985-1987        | 94        | 1998-2000                  | 89            |
| Alain Perrin       |                        | Entraîneur                     | 2007-2008        | 55        | nov. 2008-déc. 2009        | 51            |
| Christophe Galtier |                        | Entraîneur adjoint, Entraîneur | 2007-2008 (adj.) | 55 (adj.) | nov. 2008-déc. 2009 (adj.) | 51 (adj.)     |
| Christophe Galtier | déc. 2009-2017 (entr.) | Entraîneur adjoint, Entraîneur | 2007-2008 (adj.) | 55 (adj.) | 361, (entr.)               |               |
| Claude Puel        |                        | Entraîneur                     | 2008-2011        | 156       | oct. 2019-déc. 2021        | 88            |

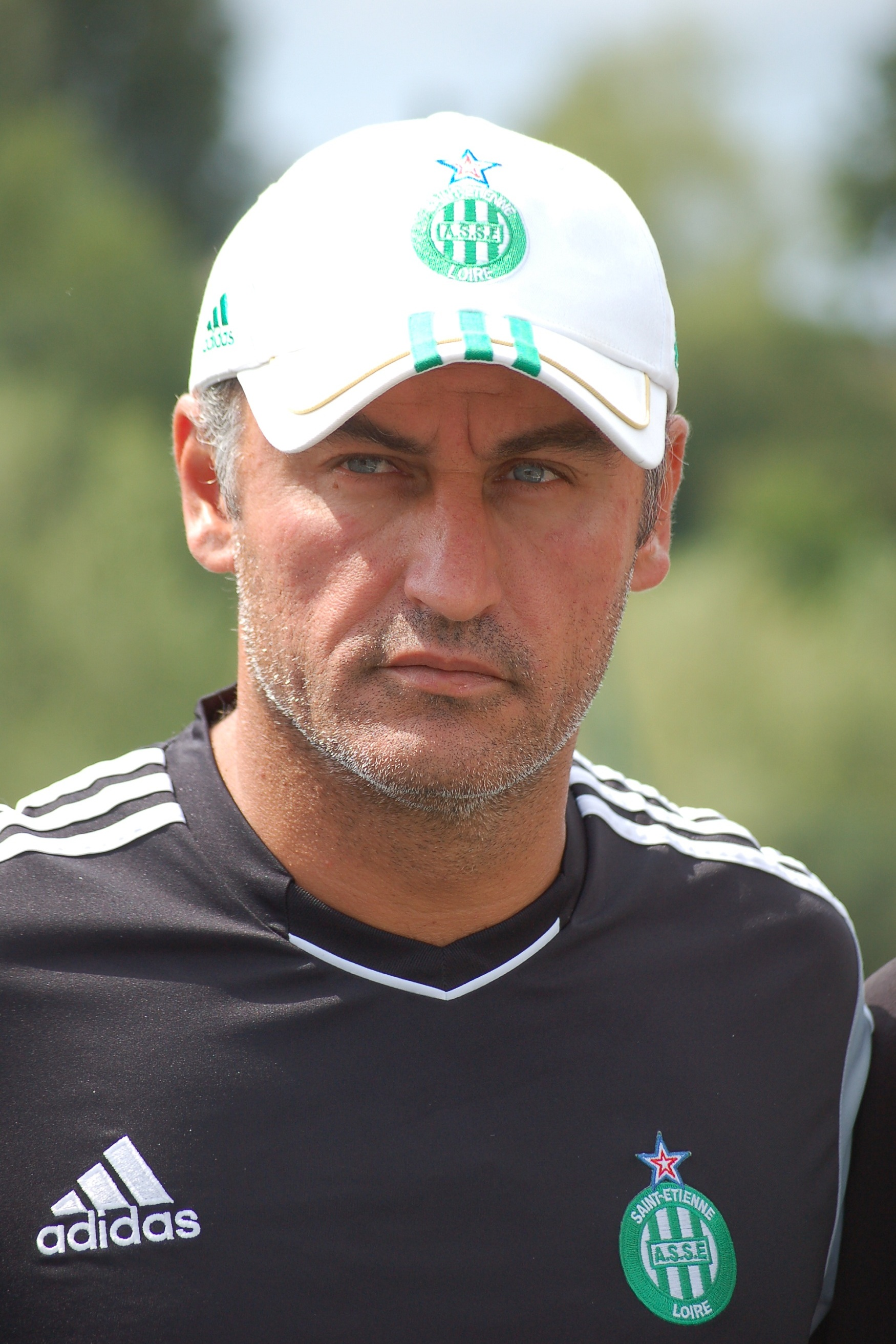
Christophe Galtier, ancien adjoint d'Alain Perrin à l'OL (2007-2008) devenu entraîneur adjoint (nov. 2008-déc. 2009) puis entraîneur principal (déc. 2009-2017) à l'ASSE.

À noter que Robert Nouzaret a également été formé et a joué en tant que professionnel à l'Olympique lyonnais (1964-1969).
Jean Djorkaeff a été joueur de l'OL (1958-1966) avant de devenir entraîneur de l'ASSE (1983-1984).
- De l'ASSE à l'OL

| Nom              | Nat.                    | Poste                                                | Saint-Étienne          | Saint-Étienne   | Lyon                   | Lyon       |
| Nom              | Nat.                    | Poste                                                | Période                | Matchs          | Période                | Matchs     |
| ---------------- | ----------------------- | ---------------------------------------------------- | ---------------------- | --------------- | ---------------------- | ---------- |
| Manuel Fernández |                         | Entraîneur                                           | 1955-1961 (amateurs)   | -               | 1961-1962              | 47         |
| Robert Herbin    |                         | Entraîneur                                           | 1972-1983/1987-1990    | 637             | 1983-1985              | 100        |
| Jacques Santini  |                         | Entraîneur                                           | 1992-1994              | 82              | 2000-2002              | 105        |
| Rudi Garcia      |                         | Préparateur physique, Entraîneur adjoint, Entraîneur | 1998-1999 (prep. phy.) | 42 (prep. phy.) | oct. 2019-2021 (entr.) | 79 (entr.) |
| Rudi Garcia      | 1999-janv. 2001 (adj.)  | Préparateur physique, Entraîneur adjoint, Entraîneur | 60 (adj.)              |                 | oct. 2019-2021 (entr.) | 79 (entr.) |
| Rudi Garcia      | janv. 2001-2001 (entr.) | Préparateur physique, Entraîneur adjoint, Entraîneur | 17 (entr.)             |                 | oct. 2019-2021 (entr.) | 79 (entr.) |

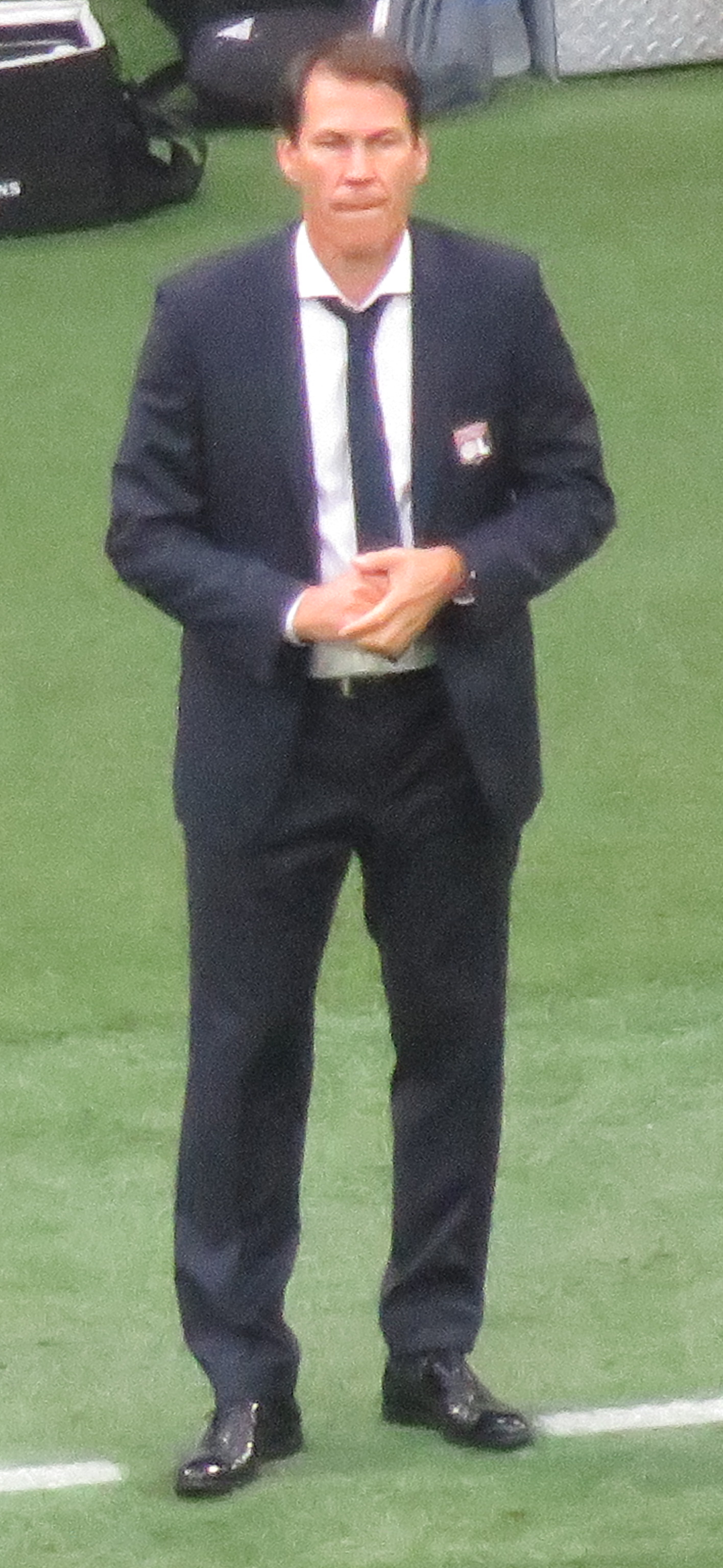
Rudi Garcia, préparateur physique (1998-1999), entraîneur adjoint (1999-janv. 2001) puis co-entraîneur des Stéphanois (janv. 2001-2001), qui prendra par la suite les rênes de l'équipe première lyonnaise (oct. 2019-2021).

À noter que Robert Herbin a également été formé et a joué en tant que professionnel à l'AS Saint-Étienne (1964-1969), en plus d'avoir entraîné les deux équipes. Tout comme Manuel Fernández, joueur stéphanois entre 1947 et 1955, et Jacques Santini, qui a porté le maillot vert entre 1969 et 1981.
Aimé Jacquet a joué à l'AS Saint-Étienne (1960-1973) puis à l'Olympique lyonnais (1973-1975), avant d'entraîner les Gones entre 1976 et 1980. Bernard Lacombe, quant a lui, a joué avec le maillot lyonnais (1969-1978) puis stéphanois (1978-1979), avant d'entraîner l'OL entre 1996 et 2000. Enfin, Laurent Blanc a porté le maillot vert entre 1993 et 1995, avant de prendre la tête de l'équipe première des Gones trois décennies plus tard, entre 2022 et 2023.

### Ils ont marqué pour les deux clubs lors du derby
Au 10 novembre 2024
| Nom             | Pour l'OL | Pour l'ASSE | Total |
| --------------- | --------- | ----------- | ----- |
| Eugène N'Jo Léa | 1         | 6           | 7     |
| André Guy       | 1         | 4           | 5     |
| Bafétimbi Gomis | 3         | 2           | 5     |
| Bernard Lacombe | 2         | 1           | 3     |
| Robert Salen    | 1         | 1           | 2     |

## En football féminin
L'ASSE rejoint l'Olympique lyonnais en Division 1 féminine lorsque le club fusionne avec le RC Saint-Étienne. Le premier derby est disputé le 10 octobre 2009 à Tassin et voit l'OL s'imposer largement 5-0 avec notamment un triplé de Lotta Schelin. Ce large écart entre les deux formations ne sera pas réduit, l'Olympique lyonnais s'étant depuis affirmé comme le meilleur club d'Europe tandis que Saint-Étienne oscille entre la première et la deuxième division. Le 12 mars 2022, Les Stéphanoises sont à 20 défaites en autant de matches. Saint-Étienne est lanterne rouge de D1 tandis que Lyon en occupe la tête. Mais les Vertes parviennent enfin à décrocher un premier match nul (1-1) à domicile. L'ASSE ne peut malgré tout éviter la relégation en fin de saison. Si cette confrontation reste un match à part avec un enjeu particulier, notamment parce que les joueuses formées dans les deux clubs ont grandi avec ce derby, l'intensité de la rivalité reste jusqu'ici limitée par le trop grand écart sportif entre les deux clubs. Le 16 novembre 2024, Lyon écrase Saint-Étienne 11-0 à Décines en championnat.